# Korps Mariniers
Het Korps Mariniers is het marine-infanteriekorps van de Koninklijke Marine en een van de oudste onderdelen van de Nederlandse krijgsmacht. De wortels van het korps zijn te herleiden tot het Regiment der Marine dat op 10 december 1665 op initiatief van raadpensionaris Johan de Witt en luitenant-admiraal Michiel de Ruyter werd opgericht. Van oudsher lag het voornaamste werkterrein van het Korps Mariniers buiten het moederland: aanvankelijk vooral op de vloot; later ook in de koloniën. Dit komt tot op heden tot uiting in de wapenspreuk: Qua patet orbis (Zo wijd de wereld strekt).
In de eenentwintigste eeuw is het korps een expeditionaire snellereactie-eenheid met de doelstelling dat ze overal ter wereld binnen 48 uur kan worden ingezet. Het uitvoeren van amfibische en speciale operaties behoort tot de kerntaken van het korps. Daarnaast zijn mariniers gespecialiseerd in het uitvoeren van operaties in arctische, bergachtige, jungle en woestijnomgevingen. Inzet van mariniers geschiedt vaak op en vanaf oorlogsschepen, op de grens van land en water. Het korps wordt sinds 1990 ook in toenemende mate ingezet bij operaties op land, veelal in het kader van vredesoperaties en crisisbeheersing. De kern van de operationele eenheden wordt gevormd door twee Marine Combat Groups (MCG's), elk ter grootte van een bataljon, en verschillende gevechtsondersteunende en logistieke elementen. Daarnaast fungeert Netherlands Maritime Special Operations Forces (NLMARSOF) als de speciale eenheid binnen het korps.
Sinds de oprichting in de zeventiende eeuw zijn mariniers ingezet in talrijke oorlogen en conflicten waaronder de Engels-Nederlandse oorlogen, de Spaanse Successieoorlog en de Tweede Wereldoorlog. Na 1992 zijn mariniers ingezet in het kader van stabilisatiemissies in onder meer Bosnië, Irak, Afghanistan en Mali. Daarnaast leverde het korps een belangrijke bijdrage aan de bestrijding van Somalische piraterij in de Golf van Aden door de inzet van zogeheten Vessel Protection Detachments (VPD's) aan Nederlandse koopvaardijschepen en boarding teams. Het Korps onderhoudt nauwe banden met de Royal Marines, het United States Marine Corps en het Seebataillon.

## Geschiedenis

### Algemeen
In de klassieke oudheid was de zeeoorlog vaak een voortzetting van de landoorlog, met dien verstande dat krijgshandelingen ter zee werden verricht door dezelfde soldaten als te land. Schepen probeerden elkaar te enteren, waarna soldaten het vijandelijke schip overmeesterden.
Omdat in de oudheid schepen in de Middellandse Zee meestal roeischepen (zoals de Trireem) waren, waren de bemanningen zowel roeier als soldaat. Later kwam er een functiescheiding tussen roeiers en soldaten.
In sommige gevallen werden slaven of gevangenen gebruikt om galeien te roeien. Ook na de constructie van de ramsteven, waardoor het mogelijk werd andere schepen door rammen tot zinken te brengen, bleef het enteren van belang.
Met de komst van scheepsgeschut in de late middeleeuwen veranderde de zeeoorlog van karakter en verdwenen de soldaten van de schepen.

### Nederland

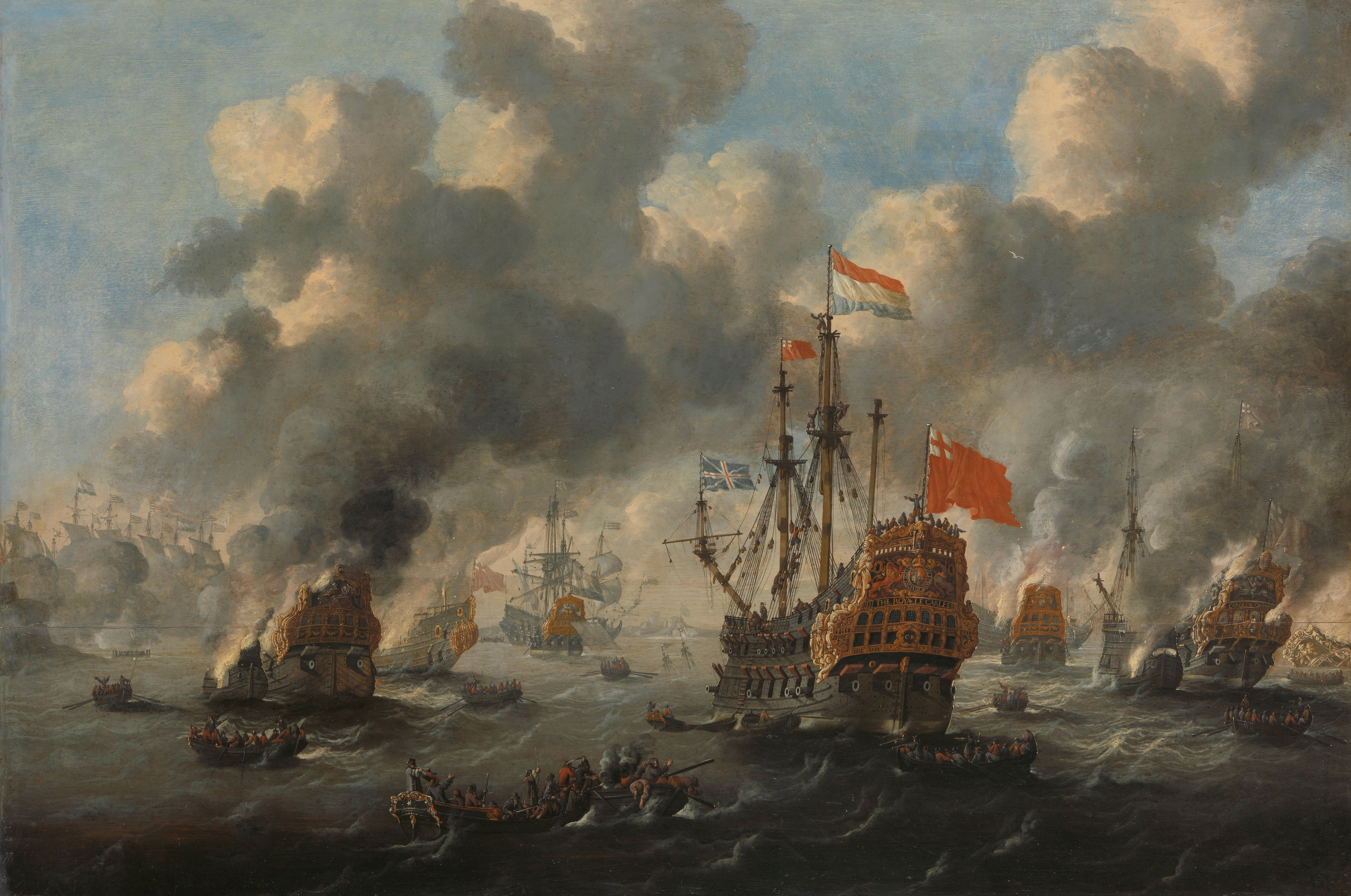
De Tocht naar Chatham in 1667, de eerste actie waaraan het Korps Mariniers deelnam

In de 17e eeuw ging de Republiek ertoe over enkele infanterieregimenten onder gezag van de vloot te stellen. De infanteristen kregen de taak landingen op vijandelijk grondgebied uit te voeren. In 1627 werden op initiatief van luitenant-admiraal Philips van Dorp 1000 soldaten over schepen verdeeld, om vijandelijke schepen te kunnen enteren. Na de Vrede van Münster in 1648 verdwenen deze soldaten echter weer van de vloot.
Nadat een verzoek tot oprichting van een regiment zee-infanteristen in 1663 was afgewezen, werd in 1665 alsnog een regiment soldaten aan de marine toegewezen. Dit gebeurde op initiatief van raadpensionaris Johan de Witt en luitenant-admiraal Michiel de Ruyter. De eerste commandant was Willem Joseph van Ghent naar wie de Van Ghentkazerne in Rotterdam is vernoemd. 10 december 1665 wordt gezien als oprichtingsdatum van het Korps.
Het Regiment de Marine speelde een prominente rol tijdens de Tocht naar Chatham, de Nederlandse aanval op de Engelse oorlogsvloot en scheepswerven in juni 1667 tijdens de Tweede Engels-Nederlandse Oorlog. De Nederlandse vloot bestond uit ongeveer zestig schepen en omvatte zo'n duizend mariniers. De Nederlanders stonden onder het bevel van admiraal Michiel de Ruyter met direct toezicht van Gedeputeerde te velde Cornelis de Witt, operationele voorbereidingen werden uitgevoerd door Willem Joseph van Ghent, kolonel der mariniers en luitenant-admiraal. Tijdens de slag bombardeerden de Nederlanders Sheerness, voeren de Theems op tot Gravesend, zeilden hierna de Medway op tot in Chatham, sinds 1560 de belangrijkste Engelse marinebasis, alwaar ze drie grote en tien kleine schepen tot zinken brachten en de HMS Unity en HMS Royal Charles, de trots en het vlaggenschip van de Engelse vloot, enterden en meesleepten naar Nederland. Het was het grootste verlies ooit voor de Engelse marine.
De mariniers vochten ook mee in de Derde Engels-Nederlandse Oorlog en Hollandse Oorlog. Op 29 juni 1672 werd na de Slag bij Solebay twee derde van de mariniers uit de vloot onttrokken en overgeplaatst naar een brigade om zo de inefficiënte landstrijdkrachten, die grotendeels uit huurlingen bestonden, te versterken in voorbereiding op een Engelse invasie. Deze mariniers keerden op tijd terug bij hun schepen om een Engelse invasie af te slaan door bij de Slag bij Kijkduin, op 21 augustus 1673, een Engels-Franse invasiemacht te verslaan. Onder leiding van Gerolf van Isselmuyden leverden mariniers bij de Slag bij Seneffe in 1674 wederom strijd tegen de Fransen.

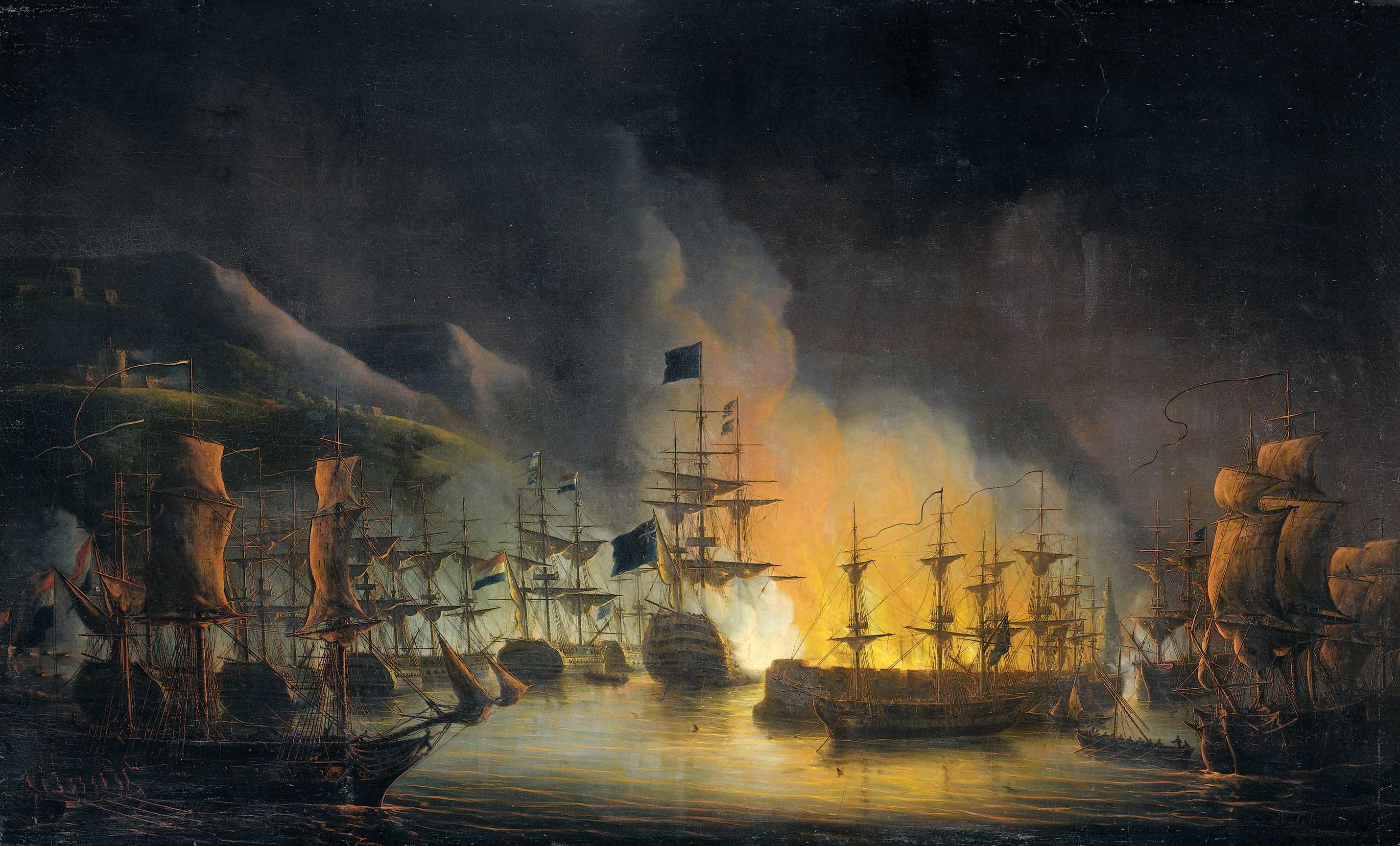
Het bombardement van Algiers, ter ondersteuning van het ultimatum tot vrijlating van blanke slaven, 26-27 augustus 1816

In 1704 waren de mariniers onderdeel van een Engels-Nederlandse vloot die onder leiding van Prins George van Hesse-Darmstadt Gibraltar veroverde en succesvol verdedigde. Deze samenwerking met het Koninkrijk Groot-Brittannië werd in 1816 nogmaals herhaald bij de Bombardementen op Algiers.
De Nederlandse steun voor Amerikaanse onafhankelijkheid leidde tot de Vierde Engels-Nederlandse Oorlog alwaar de mariniers bij de Slag bij de Doggersbank in 1781 dienden.
Net als haar Britse evenknie is het korps gedurende meerdere periodes tijdelijk opgeheven. Zo werd het korps gedurende de Franse bezetting van Nederland, die duurde van 1810 tot 1813, tijdelijk opgeheven. Een nieuwe marinierseenheid werd op 20 maart 1801 opgericht onder de Bataafse Republiek en op 14 augustus 1806 werd onder koning Lodewijk Napoleon het Korps Koninklijke Grenadiers van de Marine opgericht. Het korps in haar hedendaagse gedaante dateert uit 1814 en ontving haar huidige naam in 1817.
Het korps heeft bijgedragen aan verschillende koloniale operaties van het Nederlandse Rijk, voornamelijk in Nederlands-Indië. De geleidelijke verovering van de kolonie en de consolidatie van de Nederlandse heerschappij vond ruwweg plaats vanaf de jaren 1850 tot vlak voor aanvang van de Eerste Wereldoorlog. De krijgsverrichtingen van de Atjehoorlog (1873-1914) en Bali worden vermeld op de vaandelopschriften.

### De Tweede Wereldoorlog

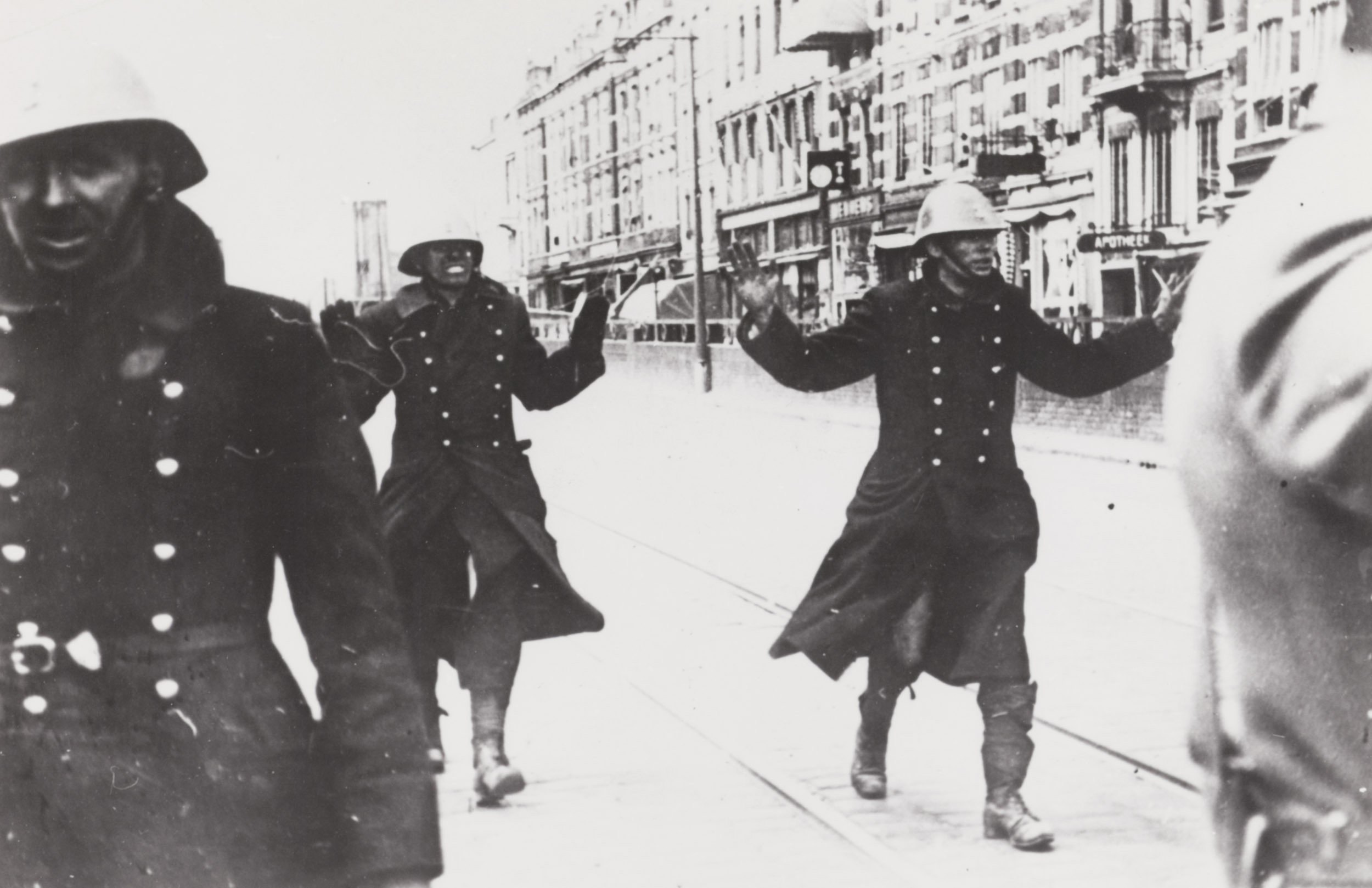
'Zwarte duivels', komend van de Maasbruggen, na de capitulatie

Bij het uitbreken van de Tweede Wereldoorlog bevonden zich eenheden in Nederland, Nederlands-Indië, de Nederlandse Antillen en Suriname. Vooral bij de verdediging van de Maasbruggen in Rotterdam hebben mariniers een imponerende rol gespeeld. Een marinierseenheid die zich voorbereidde om naar Nederlands-Indië te worden uitgescheept verdedigde met succes de bruggen over de Maas en voorkwam hiermee dat de Fallschirmjäger konden aansluiten bij de conventionele Duitse infanterie.
Toen de Nederlandse capitulatie was getekend en de mariniers hun stellingen hadden verlaten was de lokale Duitse commandant verbaasd toen hij slechts een handvol troepen tevoorschijn zag komen in hun zwarte uniformen. Volgens sommige bronnen noemde de Oberleutnant de mariniers die schwarzen Teufel ('de zwarte duivels') vanwege hun donkerblauwe overjassen, zwartgeblakerde gezichten en moedige verzet.
Verdeeld in detachementen over de vloot, namen mariniers in 1942 deel aan de Slag in de Javazee, terwijl zij op Java als bataljon waren ingedeeld bij de 3e divisie. In pogingen de Japanners te weerstaan onderscheidden zij zich onder andere in de gevechten bij Kertosono.
Vanaf 1943 werd door het United States Marine Corps een nieuwe marinierseenheid, de Mariniersbrigade, naar Amerikaans model getraind en opgeleid op Camp Lejeune en Camp Davis in North Carolina, ter voorbereiding op amfibische landingen op het door het Japans Keizerrijk bezette Nederlands-Indië. In maart 1944 werden ongeveer 100 mariniers teruggestuurd naar Engeland en tijdelijk gedetacheerd bij de Prinses Irene Brigade, die onderbemand was. Deze eenheid ging op 6 augustus 1944 in Normandië aan land en nam deel aan de bevrijding van Zuid-Nederland. In juni 1945 werd de detachering opgeheven. De Japanners gaven zich over voor de amfibische landingen hadden kunnen plaatsvinden, nochtans werd de Mariniersbrigade, inmiddels volledig uitgerust en opgeleid, in 1945 met zes transporten naar Nederlands-Indië verscheept om de Indonesische nationalisten te bestrijden gedurende de Bersiap en latere Politionele Acties. De mariniers waren onderdeel van de A-Divisie, die bovendien geleid werd door een officier der mariniers.

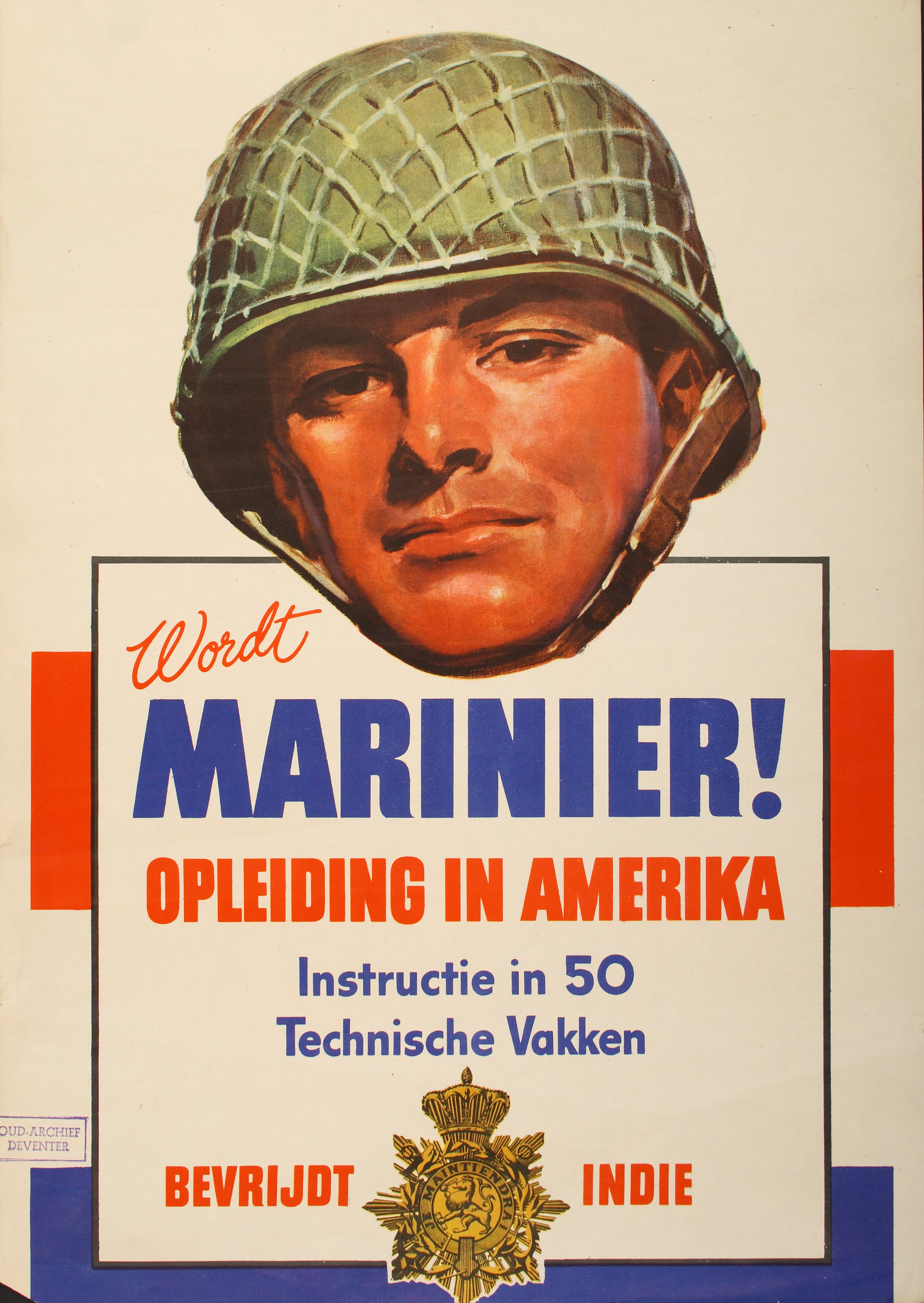
Wervingsaffiche voor de Mariniersbrigade

### Ontwikkelingen na de Tweede Wereldoorlog

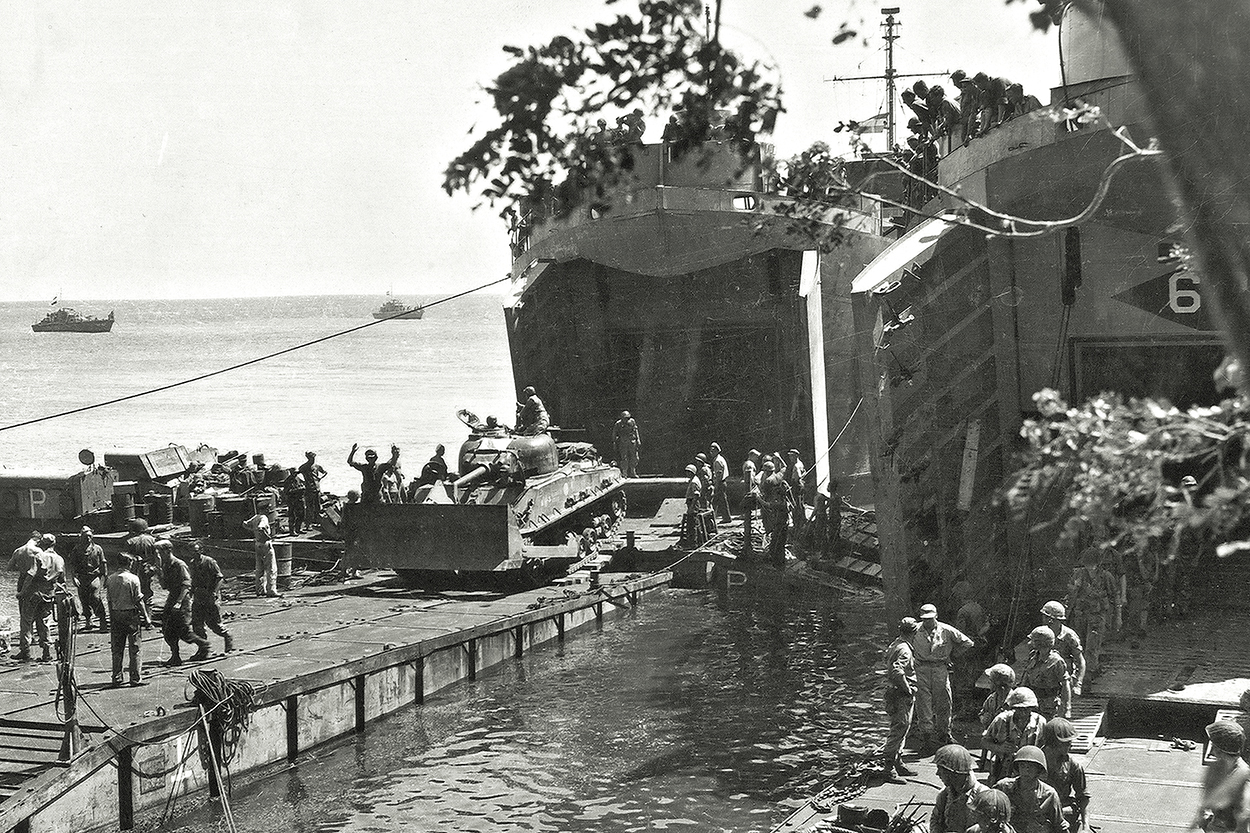
Landing van de Mariniersbrigade vanuit een Landing Ship Tank bij Pasir-Poetih, juli 1947

Van 1946 tot 1950 was het Korps Mariniers actief in Nederlands-Indië met de mariniersbrigade, een eenheid die ten tijde van haar grootste omvang circa 5000 man telde. Van november 1950 tot juli 1954 actief in Korea en vanaf november 1950 tot november 1962 was het korps ook actief in Nederlands Nieuw-Guinea, maar na de overdracht van Nieuw-Guinea aan Indonesië leek er geen bestaansrecht voor het korps meer te zijn.
Door het lidmaatschap van de NAVO, met daarin de nadruk op de beveiliging van de zeevaart op de Atlantische Oceaan, werd zelfs in de jaren 1960 gedacht het korps op te heffen. Door de oprichting van een koudweer-getraind peloton – het skipeloton – in het begin van de jaren 1970 werd dit voorkomen. Het skipeloton werd later uitgebreid tot volwaardige compagnie: de Whiskey Compagnie en werd geïntegreerd in de Britse 45 Commando Royal Marines, (1972 - 1991) onderdeel van 3th Commando Brigade Royal Marines. Hiermee kreeg het korps echter een nieuwe bestemming. Samen met troepen van NAVO-bondgenoten werden mariniers voortaan ingezet op de flanken van de NAVO. Aansluitend werd ook de 1e Amfibische Gevechtsgroep (AGGP) getraind voor optreden in Noorwegen en werd de 2e AGGP een onderdeel van de ACE Mobile Force (Rapid Reaction Force).

#### Terrorisme in de jaren '70

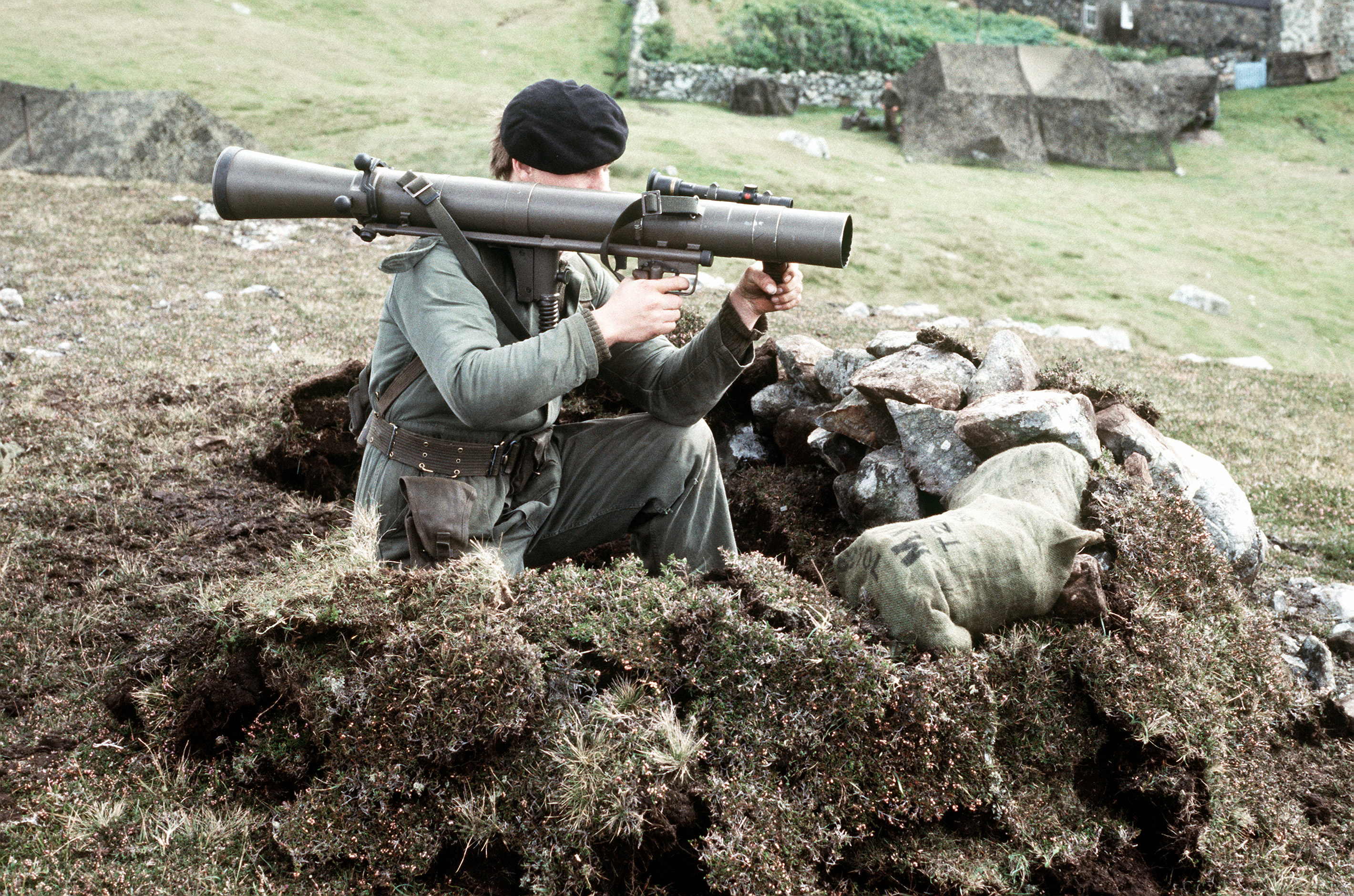
Dienstplichtig marinier kijkt door het vizier van een Carl Gustav antitankwapen tijden NAVO-oefening Northern Wedding in 1978

Op 11 juni 1977 beëindigde de Bijzondere Bijstandseenheid Mariniers (BBE-M) met succes de Treinkaping bij De Punt. Zuid-Molukse gijzelden de trein vanaf 23 mei nabij De Punt in Drenthe. Zes F-104 Starfighters van de Koninklijke Luchtmacht vlogen over de trein alvorens de aanvalsploeg van de mariniers de trein bevrijdden. Zes gijzelnemers en twee gijzelaars kwamen om het leven bij de bevrijdingsactie.

#### Cambodja
Van 18 februari 1992 tot 18 november 1993 waren drie mariniersbataljons en een veldhospitaal van de Koninklijke Marine uitgezonden naar Cambodja als onderdeel van UNTAC (United Nations Transitional Authority in Cambodia). De mariniers werden ingezet naar aanleiding van de Parijse vredesakkoorden van 1991 waarmee de burgeroorlog werd beëindigd, en waren belast met het waarborgen van veilige doorgang van vluchtelingen, het ontwapenen van rebellen en het faciliteren van vrije verkiezingen.

#### Voormalig Joegoslavië
Mariniers zijn meermaals uitgezonden naar het voormalige Joegoslavië, waaronder uitzendingen in Bosnië, Kosovo en Macedonië. Mariniers van de 1e Mortiercompagnie werden ingezet nabij Sarajevo in 1995 met hun 120 mm Brandt Rayé-mortieren om Servische mortier- en artilleriestellingen te neutraliseren. De mariniers waren onderdeel van multinationale verbanden. Zo waren de Bijzondere Bijstandseenheid Mariniers belast met de aanhouding van oorlogscriminelen en waren andere marinierseenheden belast met de beveiliging van vluchtelingenkonvooien in Kosovo.

#### Irak

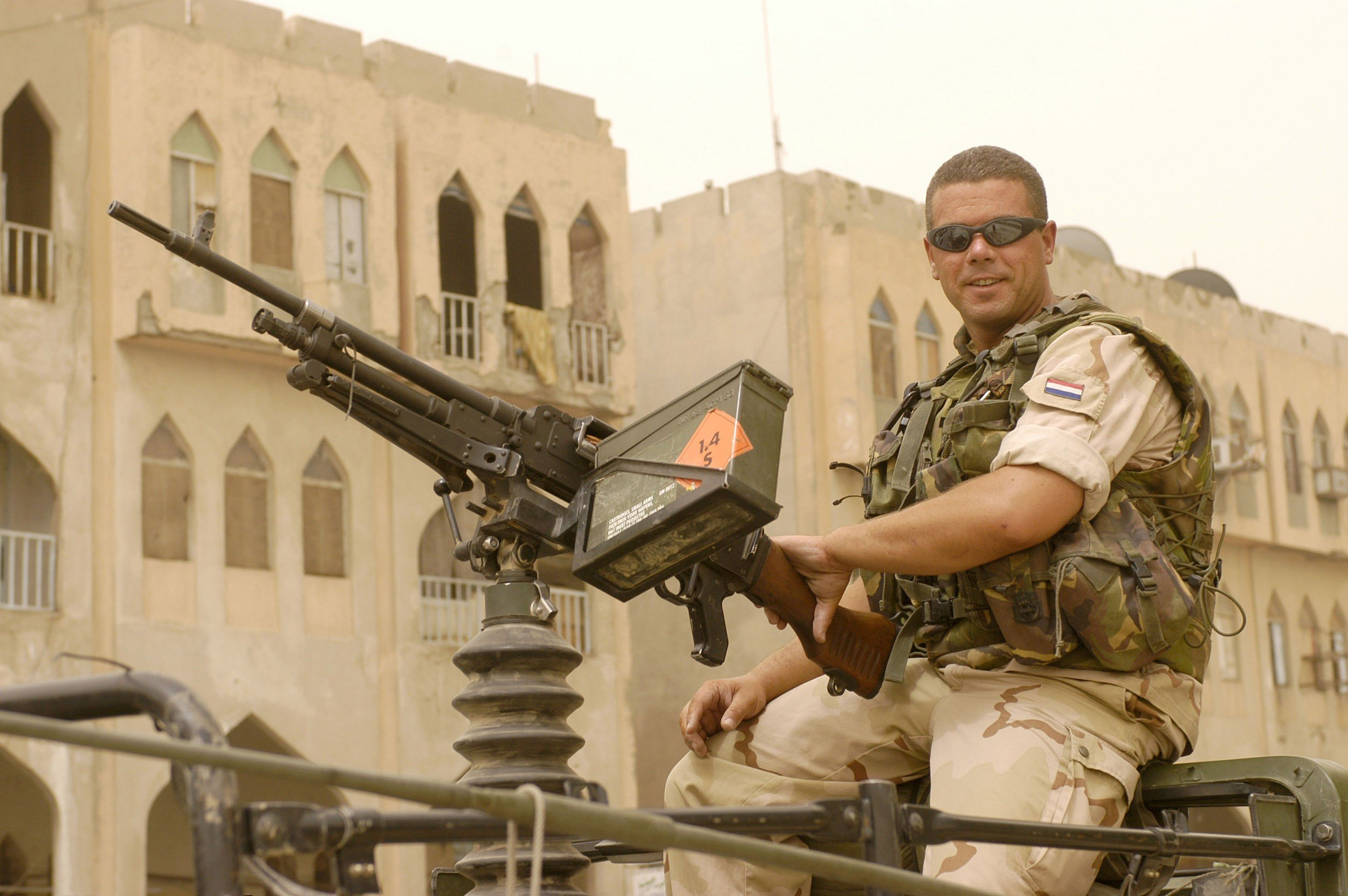
Marinier op patrouille in As-Samawah, Irak in 2004

In 1991 werden 400 mariniers samen met 600 militairen van de Koninklijke Landmacht uitgezonden naar Koerdistan-regio in Irak als onderdeel van Operatie Provide Comfort. Het detachement van de mariniers bestond uit een stafcompagnie, een ondersteuningscompagnie en twee infanteriecompagnieën. De eenheden bouwden vluchtelingenkampen die later werden overgedragen aan civiele organisaties. De laatste mariniers keerden terug in juli 1991.
In 2003 en 2004 werden twee mariniersbataljons uitgezonden naar Irak als onderdeel van de Stabilisation Force Iraq (SFIR). Ze waren gestationeerd in de privincie Al-Muthanna en opereerden onder Brits bevel. De uitvalsbasis van de mariniers was Camp Smitty in As Samawah. Eén compagnie was gelegerd in het dorpje Ar Rumaythah en één in Al Khidr.
Vanaf 2015 droegen mariniers bij aan Operatie Inherent Resolve door het verzorgen van opleidingen en trainingen aan de Koerdische Peshmerga en de Iraqi Special Operations Forces als onderdeel van de internationale anti-ISIS coalitie. Advise & assist (A&A)-teams van NLMARSOF werkten samen met het Korps Commandotroepen door het verlenen van advies en ondersteuningen aan Irakese troepen in de strijd tegen ISIS.

#### Liberia
Van 18 november 2003 tot 19 februari 2004 was een peloton mariniers uitgezonden naar Liberia aan boord van Zr.Ms. Rotterdam van de Koninklijke Marine als onderdeel van UNMIL (United Nations Mission in Liberia) om logistieke steun te verlenen.

#### Congo
Tussen 2005 en 2006 was generaal-majoor der mariniers Patrick Cammaert aangesteld als divisiecommandant van de United Nations Organization Mission in the Democratic Republic of the Congo (MONUC) door de secretaris-generaal van de Verenigde Naties Kofi Annan.

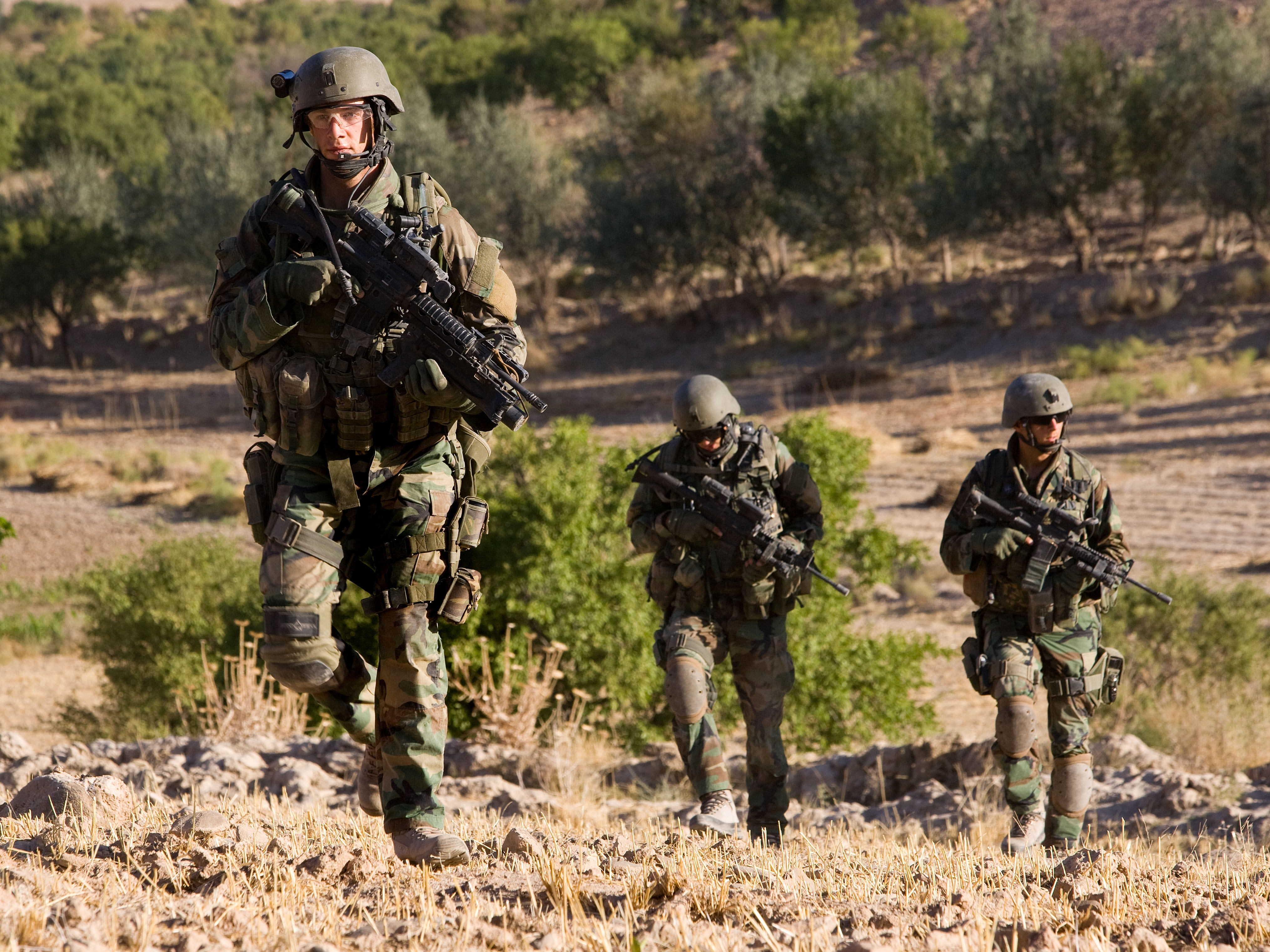
Mariniers op patrouille gedurende de Operatie Ghat Mahay in de nabijheid van Kakarak, Uruzgan in 2009

#### Afghanistan
Vanaf 11 januari 2002 tot juli 2010 waren mariniers actief in Afghanistan als onderdeel van de International Security Assistance Force (ISAF). Het 2e Bataljon en het veldhospitaal werden in 2005 uitgezonden naar Mazar-i-Sharif om de veiligheid te verzorgen tijdens de verkiezingen. Mariniers opereerden ook als onderdeel van het Provinciaal Reconstructie Team in Pol-e Chomri, in de provincie Baghlan, waar zij de taken van de lucht- en landmacht overnamen. Ook opereerden mariniers als het NLD Operational Mentor and Liaisons Team dat belast was met het rekruteren en opleiden van nieuwe militairen van de Afghan National Army in de provincie Uruzgan. Deze opleidingen vonden plaats op Kamp Holland, Tarin Kowt. Een versterkte compagnie was actief in de Deh Rashan-regio in Uruzgan. Twee mariniers kwamen op 17 april 2010 om het leven toen hun Bv S10 Viking-pantserrupsvoertuig werd geraakt door een geïmproviseerd explosief. Teams van NLMARSOF werkten samen met het KCT in Special Operations Task Group Orange, Task Force Viper and Task Force 55 van 2006 tot 2010.
C-Squadron van NLMARSOF was van vanaf 2018 actief in Afghanistan als onderdeel van de Resolute Support Mission. Samen met operators van het KCT vormden zij het Special Operations Advisory Team (SOAT), dat was belast met het opleiden en ondersteunen van de Afghan Territorial Force 888 (ATF-888) van de Afghaanse nationale politie. Deze missie liep in mei 2021 ten einde.

#### Antipiraterij
Vanaf 2008 werden mariniers uitgezonden als boarding teams aan boord van schepen van de Koninklijke Marine, belast met het bestrijden van Somalische piraterij aan de kust van Oost-Afrika. De mariniers vergaarden beroemdheid met de bevrijding van de Taipan op 5 april 2010. Tijdens deze bevrijdingsactie werd de MS Taipan met succes bevrijd van Somalische piraten door een team van NLMARSOF. Tevens hebben NLMARSOF-kikvorsmannen een extreem zeldzame operationele sabotageduik uitgevoerd waarbij onder meer een moederschip van piraten door middel van explosieven buiten werking werd gesteld. Ook levert het korps sinds 2011 Vessel Protection Detachments (VPD's) aan Nederlandse koopvaardijschepen die door risicovolle gebieden varen.

## Training
Het Korps Mariniers is een snel inzetbare lichte infanterie-eenheid gespecialiseerd in amfibische operaties. Bij inzet worden zij geacht geruime tijd achtereen en onder alle geografische en klimaatomstandigheden inzetbaar te zijn. Ter voorbereiding hierop wordt in de trainingscyclus onder andere berg-, koudweer-, woestijn- en jungletraining opgenomen. Het Korps Mariniers was aanvankelijk niet toegankelijk voor vrouwen maar dit veranderde per 1 januari 2017. Vrouwelijke kandidaten moeten aan dezelfde eisen voldoen als hun mannelijke collega's.

## Huidige organisatie

### Structuur

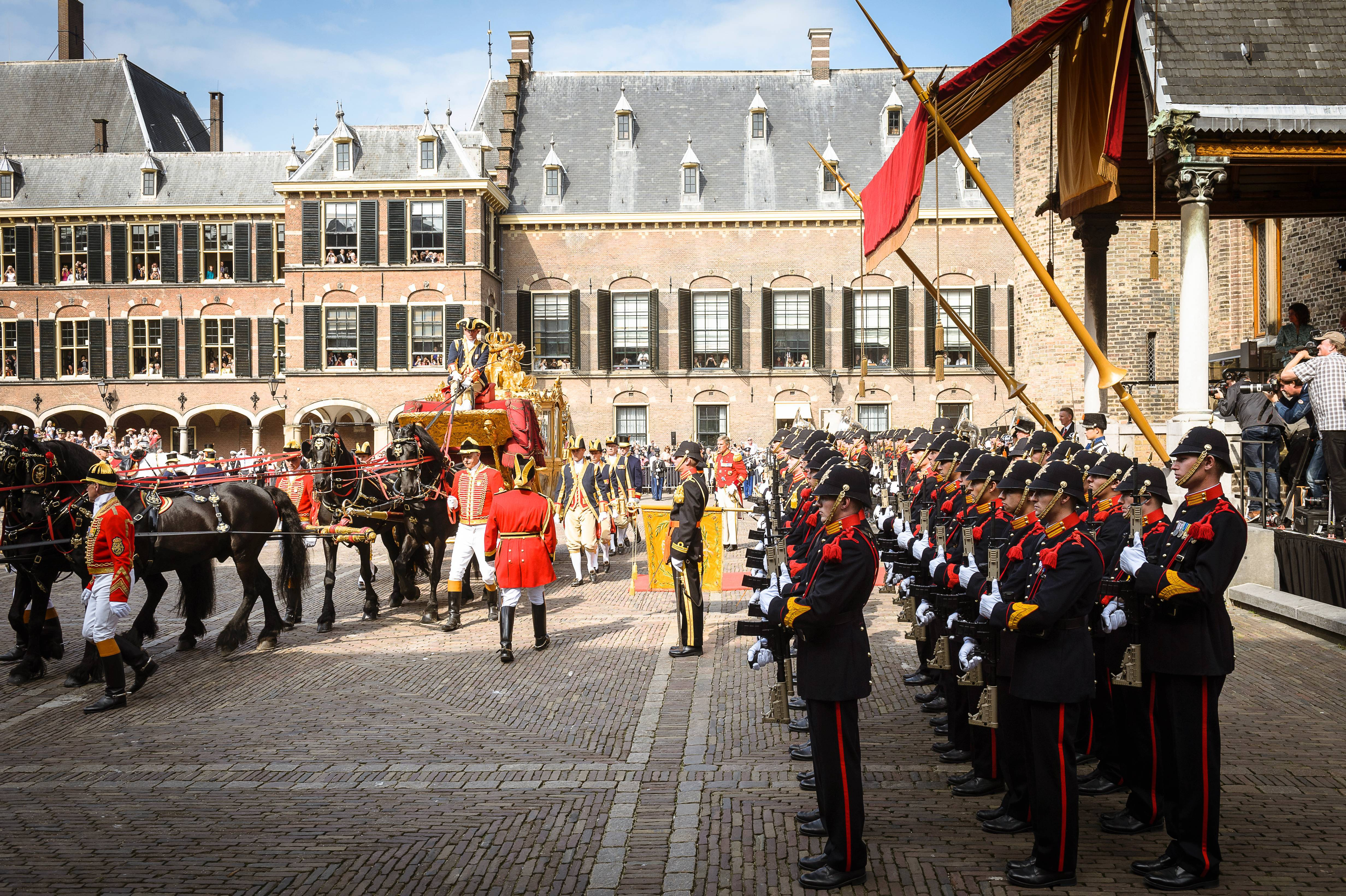
Mariniers opgesteld tijdens Prinsjesdag, het vaandel wordt gepresenteerd aan Koning Willem-Alexander

Het korps wordt geleid door de Commandant van het Korps Mariniers (CKMARNS), een officier in de rang van brigadegeneraal der mariniers. De Groep Operationele Eenheden Mariniers, onder leiding van de Groepscommandant Operationele Eenheden Mariniers (GC-OEM), vormt de koppeling tussen de operationele eenheden en de leiding van het Commando Zeestrijdkrachten. Als zodanig is de GC-OEM belast met de bedrijfsvoering van de operationele eenheden en het bewaken van het eindproduct dat het korps levert. Het commandovoeringselement Netherlands Maritime Force (NLMARFOR) is het expeditionaire, operationele hoofdkwartier van de Koninklijke Marine. Deze staf leidt operaties van vlooteenheden en mariniers en begeleidt schepen en marinierseenheden naar operationele inzetbaarheid. De twee Marine Combat Groups (MCG's), elk ter grootte van een bataljon, en NLMARSOF vormen de operationele kern van het korps.
Bij de grootschalige herstructurerings- en reorganisatieoperatie van 2013 werd ook de Koninklijke Marine, en daarmee het Korps Mariniers geraakt. In het kader van deze herstructurering is de gehele personele en organieke structuur van het Korps veranderd. Ook de naamgeving van de formatie-eenheden onderging hiermee een metamorfose:
- alle marinierseenheden worden opgewerkt tot Special Operations Capable (SOC)
- een geweergroep van 8 man is een raiding section van 16 man
- een peloton van 30 man is nu een raiding troop van 32 man
- een compagnie is nu een raiding squadron bestaande uit 3 raiding troops
- een bataljon is nu een marine combat group bestaande uit 2 of 3 raiding squadrons, 1 combat support squadron, 1 combat service support squadron en 1 recon/surveillance/target acquisition squadron

### Eenheden

#### Marine Combat Groups

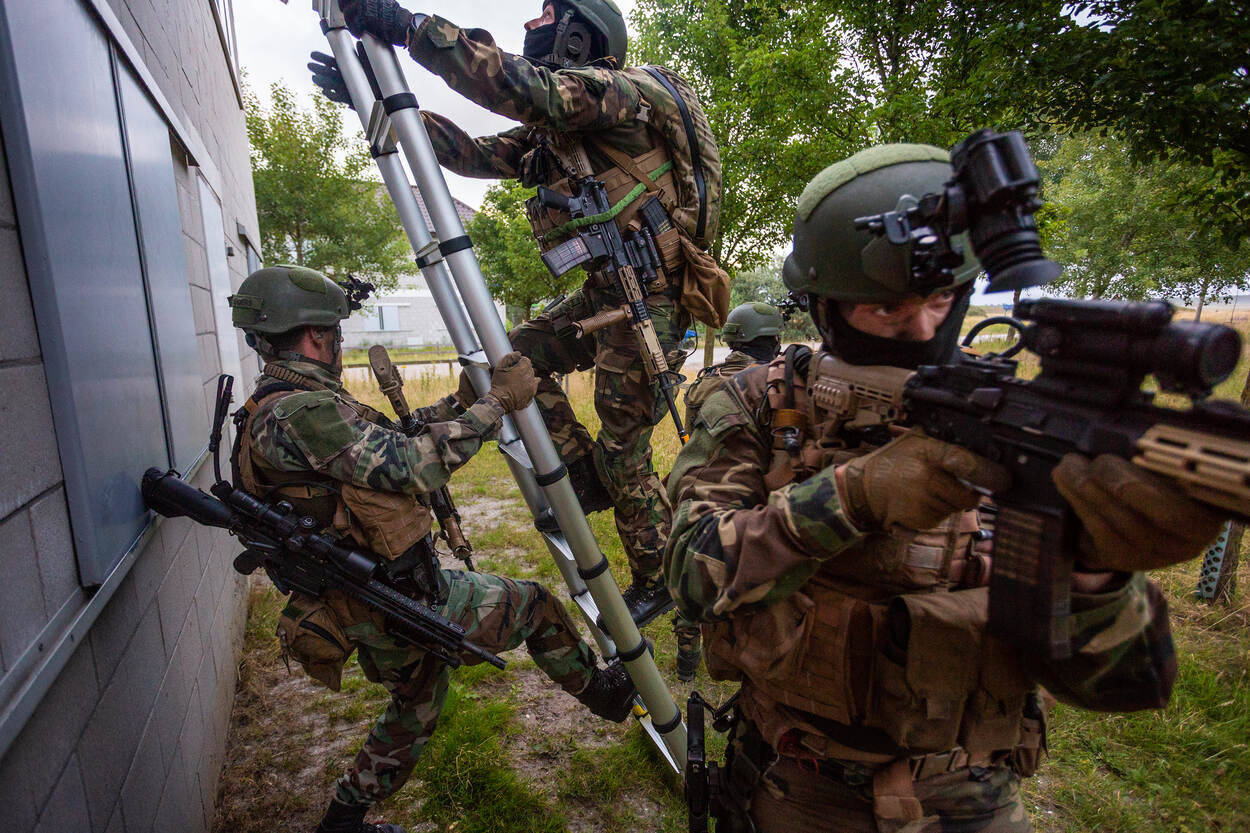
Mariniers bij een oefening in Marnehuizen

Het korps kent twee Marine Combat Groups (MCG's) van bataljonsgrootte, 1st Marine Combat Group en 2nd Marine Combat Group. De MCG's worden geleid door een luitenant-kolonel en bestaan elk uit ongeveer 726 man met een staf van elk 30 man. Het zijn lichte infanterie-eenheden met geïntegreerde vuursteun en logistieke ondersteuning. De twee of drie Raiding Squadrons van een MCG worden geleid door een majoor en bestaan elk uit zo'n 108 man. De Raiding Squadrons bestaan vervolgens weer uit drie Rading Troops met twee Raiding Sections van 16 man per Troop. De taken van een MCG kunnen op en vanuit zee worden uitgevoerd in nauwe samenwerking met de vlooteenheden. Een MCG kan zelfstandig worden ingezet maar ook opereren als onderdeel binnen het Engels-Nederlandse samenwerkingsverband UK/NL LF (Landing Force). Amfibische operaties vanaf schepen voor uitvoering van bijvoorbeeld evacuaties of een aanval vanuit zee, maritieme beveiligingsoperaties voor beveiliging van koopvaardijschepen tegen piraten en stabilisatie- en crisisbeheersingsoperaties behoren tot de mogelijkheden. De twee MCG's kunnen elkaar versterken omdat alle subeenheden een standaard training- en certificering doorlopen. Tevens zijn de MCG's door aanvullende opleiding en training in staat om maritieme speciale operaties uit te voeren samen met de Netherlands Maritime Special Operations Forces (NLMARSOF).
De Recon, Surveillance & Target Acquisition (RSTA) Squadrons worden geleid door een majoor en bestaan uit ongeveer 87 man. Elk RSTA Squadron bestaat uit een Forward Observer Troop met vier Fire Support Teams van elk zes man, een Unmanned Aerial Vehicle System Section uitgerust met verschillende typen onbemande vliegtuigen, een Reconnaissance Sniper Troop en een Mortar Troop met L16 81mm-mortieren. Daarnaast levert de staf van een RSTA Squadron Joint Fires Cells voor de respectievelijke MCG om alle typen vuursteun te coördineren.
De Combat Support Squadrons bestaan elk uit zo'n 114 man, opgebouwd uit een staf, een Assault Engineer Troop, een Anti-Armour Troop en een Armoured All-Terrain Vehicle Troop. Deze drie Troops bestaan elk uit drie identieke secties, waarbij elke sectie één Raiding Squadron ondersteunt. Tevens levert de Assault Engineer Troop IED-detectie capaciteit. De Anti-Armour Troop levert directe vuursteun met de Spike-antitankraket. De Armoured All-Terrain Vehicle Troop beschikt over Bv 206S en Bv S10 Viking pantserinfanterievoertuigen om de drie Raiding Squadrons te transporteren.
De Combat Service Support Squadrons bestaan uit zo'n 171 man en zijn verantwoordelijk voor onderhoud, en medische en logistieke ondersteuning. Elk CSS Squadron bestaat uit een Workshop Troop, een Transport Troop, een Equipment Support Troop, een Medical Support Troop en een Communication and Information Systems Troop.

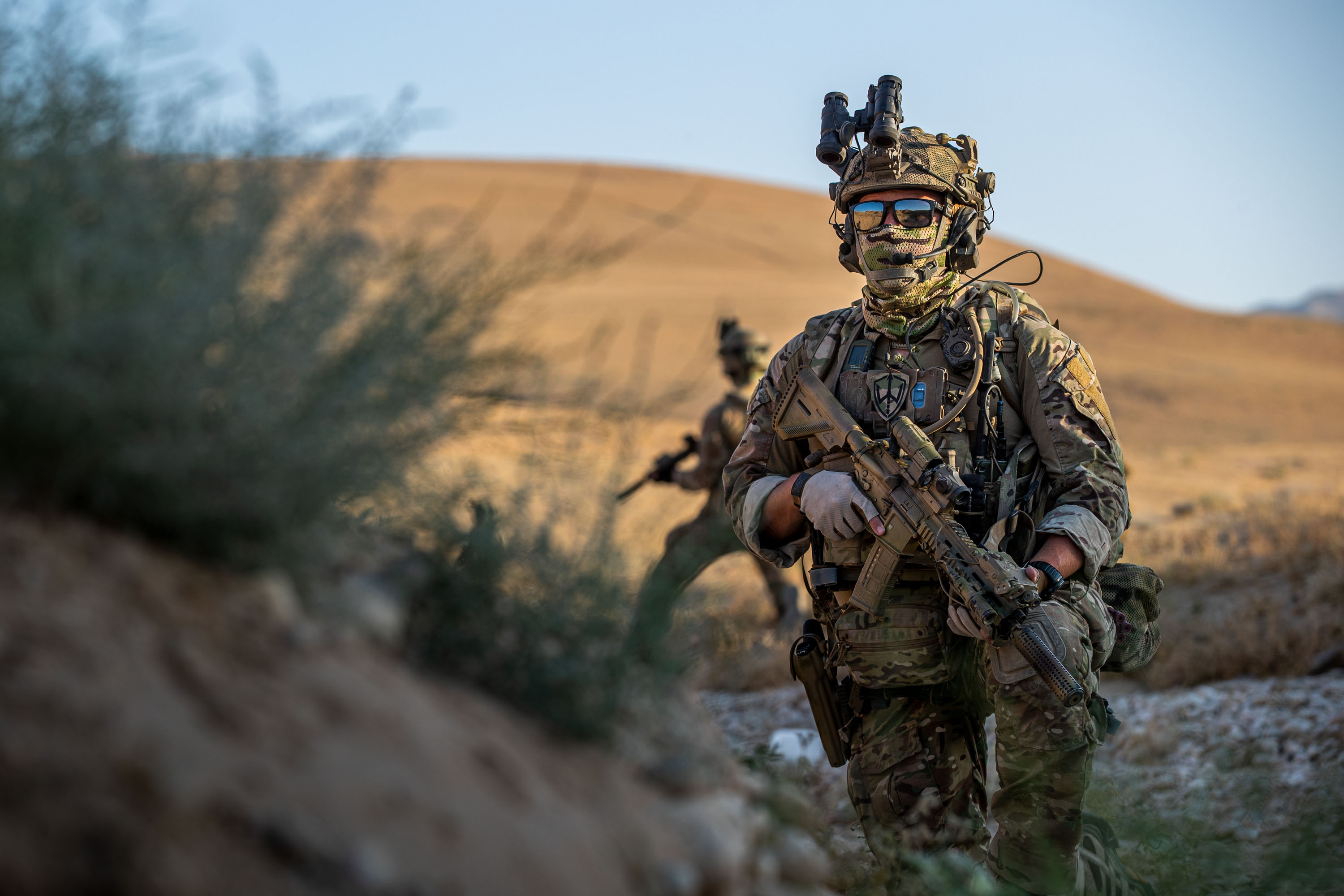
NLMARSOF-operators tijdens de SOAT-uitzending in Afghanistan.

#### NLMARSOF
Netherlands Maritime Special Operations Forces (NLMARSOF), bestaande uit 3 squadrons en 1 ondersteuningselement. NLMARSOF zijn eenheden van het Korps Mariniers die als Special Forces samen met het KCT worden ingezet op plaatsen waar gewone eenheden niet komen bijvoorbeeld in Afghanistan en Mali. Ook beschermen ze het Nederlands grondgebied door samenwerking met het Ministerie van Justitie in gecombineerde antiterreureenheden. In NLMARSOF zijn sinds 2013 de vroegere Unit Interventie Mariniers (UIM) en Maritieme Speciale Operaties-compagnie samengevoegd. Hierdoor zijn antiterreurspecialisten samengebracht met kikvorsmannen (gespecialiseerd in verkenningsoperaties in waterrijk gebied) en mountain leaders (gespecialiseerd in extreem terrein als hooggebergte en arctische gebieden).
NLMARSOF is belast met het uitvoeren van (maritieme) speciale operaties. Dit kan zijn het opleiden/trainen van buitenlandse eenheden tot uitvoeren van een gerichte aanval op een doel, al dan niet op en vanuit zee. Tevens verleent de eenheid steun aan het ministerie van Justitie door de inzet van M-Squadron om terreurdreiging het hoofd te bieden of om terroristische acties te voorkomen of bestrijden.

#### Surface Assault & Training Group

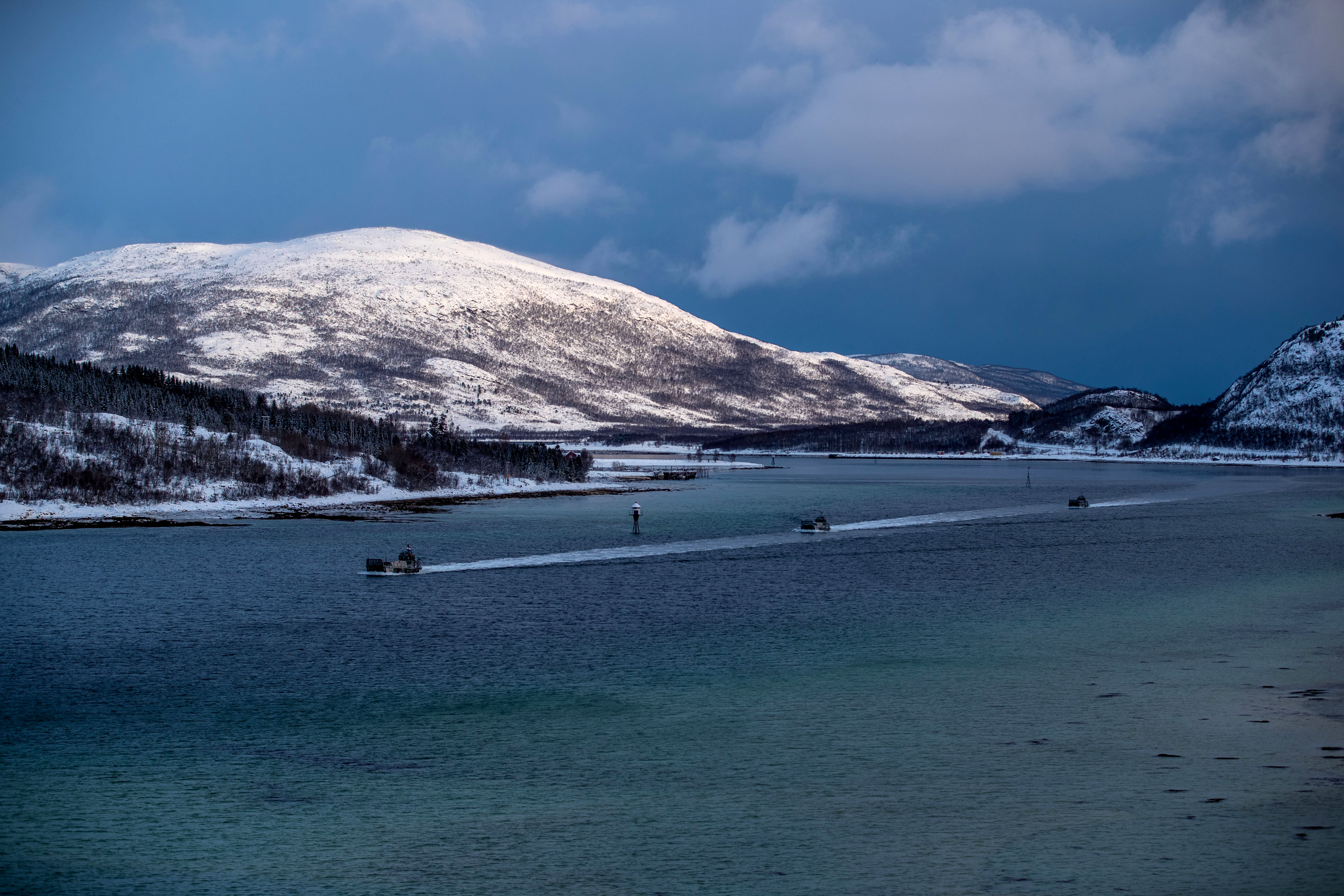
LCVP’s van de SATG varen door het scenische landschap van Noorwegen op weg naar de marinehaven van Ramsund

Om snel ingrijpen mogelijk te maken en te ondersteunen levert de Surface Assault & Training Group (SATG) snelle, wendbare vaartuigen ter ondersteuning van inzet van marinierseenheden, bijvoorbeeld voor het landen van de Raiding Squadrons van een MCG of ter ondersteuning van de squadrons van de NLMARSOF.
De SATG is uitgerust om in het hoge deel van het geweldsspectrum onder alle klimatologische omstandigheden te kunnen werken. Afhankelijk van de taken die de SATG moet uitvoeren, wordt een samengestelde amfibische taakeenheid gevormd die zelfstandig opereert vanuit een Amphibious Forward Operating Base of vanaf schepen. De verschillende landingsvaartuigen van de SATG kunnen ook worden ingezet als extra wapensysteem voor de schepen om de veiligheid op zee te vergroten. Zo kan bijvoorbeeld piraterij op zee en in kustgebieden worden verstoord.
De SATG bestaat uit zo'n 241 man; naast de staf kent de SATG een Amphibious Support Group, een Landing Craft Utility (LCU) Troop, een Landing Craft Vehicle Personnel (LCVP) Troop, een Fast Raiding Interception and Special Forces Craft (FRISC) Squadron, een Landing Craft Control Team Light en een Landing Craft Control Team Heavy. De Amphibious Support Group levert logistieke ondersteuning aan de gehele SATG. De LCU Troop bestaat uit vijf LCU's en de LCVP Troop uit 12 LCVP's, beiden met hun respectievelijke bemanningen. Het FRISC Squadron bestaat uit drie troops: een troop met Raiding Crafts voor de MCG's, een troop met Maritime Counter-Terrorism Crafts (MCT's) voor M-Squadron van NLMARSOF en een troop met Special Operation and Interceptor Crafts voor C-Squadron van NLMARSOF. De twee Landing Craft Control Teams bestaan uit een staf, een Beach Recce Group, een Beach Control Group en een Heavy Vehicle Group. Het Landing Craft Control Team Heavy is uitgerust met de Leopard BARV. De Beach Recce Groups hebben elk een duikteam dat mijnen, barrières en andere obstakels kan verwijderen van landingsplaatsen.

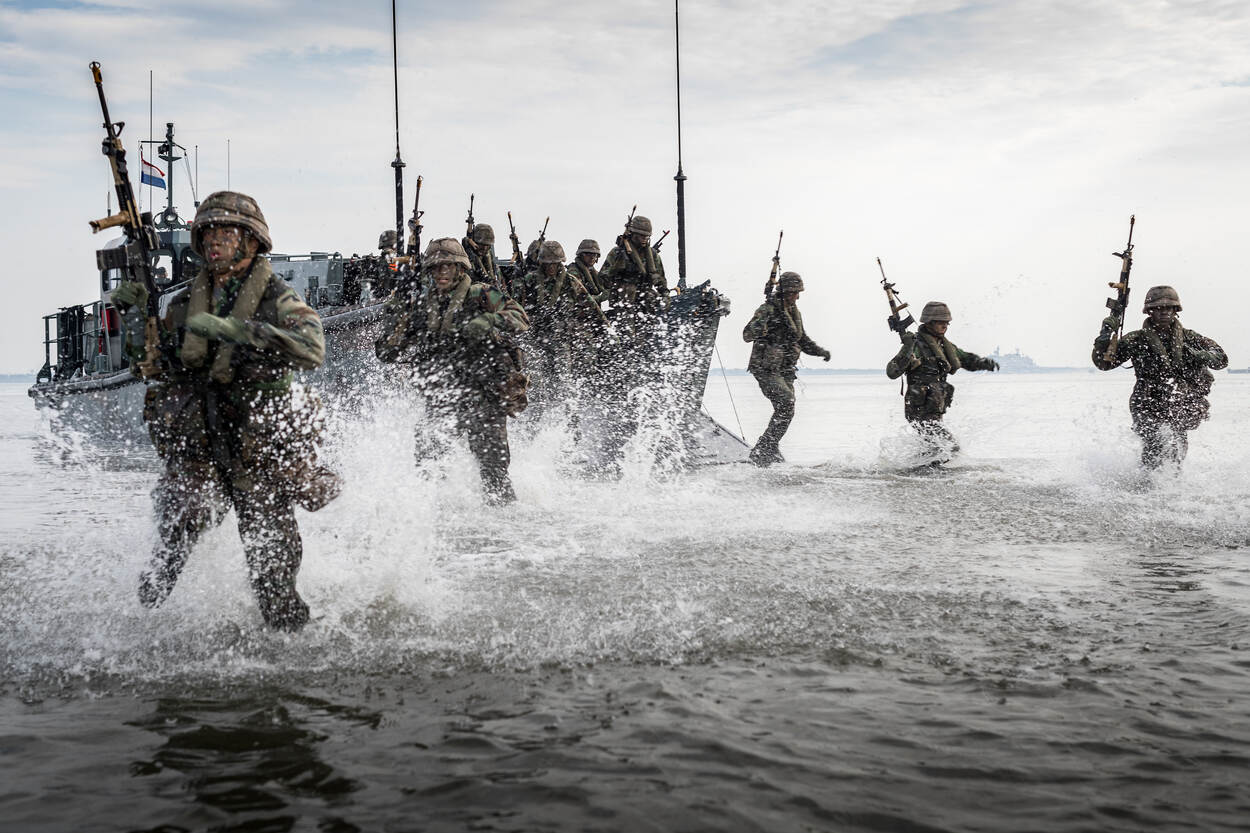
Mariniers landen op Texel vanuit een (NL)LCVP tijdens een amfibische oefening

#### Seabased Support Group
Bevoorrading van eenheden kan vanuit zee worden geregeld door de Seabased Support Group (SSG). Het levert de maritiem operationeel logistieke ondersteuning voor marinierseenheden volgens het principe just in time, just enough: mobiel en flexibel inzetbaar. Vanaf schepen als een Landing Platform Dock (LPD) of een Joint Support Ship (JSS) moet een voortzettingsvermogen op en vanuit zee voor 30 dagen worden gegarandeerd. Marinierseenheden kunnen zo direct operaties aan land uitvoeren in de beginfase van een conflict zonder daarvoor een logistieke basis aan land nodig te hebben. Natuurlijk wordt hierbij samengewerkt en afgestemd met de NATO-partners.
De Equipment Support Troop beheert en levert bulkvoorraden, verzorgt onderhoudsketen van de bulkvoorraden en individuele bruikleen van persoonlijke uitrusting aan alle militairen geplaatst bij operationele marinierseenheden. De Weapons en Ammo Troop beheert wapens, munitie, richtmiddelen, optieken en verzorgt het onderhoud hiervan. De Workshop and Transport Troop beheert het voertuigenpark en is verantwoordelijk voor onderhoud en verdeling. Ten slotte is levert de Communications and Information Systems (CIS) Troop systeemondersteuning, beheert het de verbindingsmiddelen en verzorgt het onderhoud hiervan.

#### Marine Squadron Carib
Dit Squadron (voorheen 32 Raiding Squadron) is gestationeerd op de Marinierskazerne Savaneta op Aruba. Mariniers op Aruba zijn mede verantwoordelijk voor verdediging van het Nederlands koninkrijk en het handhaven van de veiligheid in de regio. Ze doen ook mee aan drugsbestrijdingsoperaties. Het squadron bestaat uit 1 staf, 3 troops en ondersteunende eenheden waaronder de bootgroep. Ook zijn administratieve, logistieke, facilitaire en geneeskundige ondersteuning aanwezig.
Het MSC heeft een uiteenlopend takenpakket. Daarom zijn de leden getraind op veel verschillende aspecten en worden oefeningen uitgevoerd in de Verenigde Staten, op de Franse eilanden, Frans Guyana, de Boven- en Benedenwindse eilanden en Suriname. Een peloton Arubaanse militie is verantwoordelijk voor de bewakings- en beveiligingstaken van de kazerne.

#### Marine Training Command
Het Marine Training Command (MTC) is belast met de validatie, kwalificering en training van alle operationele eenheden. Daarnaast is het MTC verantwoordelijk voor het waarborgen van de operationele gereedheid door de implementatie van stringente trainingsstandaarden. De opwerkprogramma's zijn afgestemd op die van de vloot, het Sea Training Command (STC), waardoor maximale synergie, efficiëntie en interoperabiliteit tussen de mariniers en de vloot kan worden bewerkstelligd. Het MTC wordt geleid door een kolonel der mariniers.

#### Mariniersopleidingscentrum
Het Mariniersopleidingscentrum (MOC) is verantwoordelijk voor de selectie, opleiding en training van nieuwe aspirant-mariniers. Het MOC is de bakermat van het korps en verzorgt alle basisopleidingen. Het centrum is gehuisvest op de Van Ghentkazerne in Rotterdam en staat onder bevel van een luitenant-kolonel der mariniers.

#### Marinierskapel
De Marinierskapel der Koninklijke Marine is een militair harmonieorkest dat ceremoniële taken vervult bij speciale gelegenheden als commando-overdrachten, herdenkingen en Prinsjesdag.

### Internationale samenwerking
Verenigd Koninkrijk
De Nederlandse en Britse mariniers onderhouden zeer nauwe betrekkingen op het gebied van doctrine, logistiek en materieel. Sinds 1972 vormen het Nederlandse Korps Mariniers en de Britse Royal Marines samen de United Kingdom/Netherlands Amphibious Force (UK/NL AF). Tijdens oefeningen en eventuele conflictsituaties worden een van de Marine Combat Groups en ondersteuningselementen geïntegreerd in de 3 Commando Brigade van de Royal Marines. Deze amfibische strijdmacht kan tevens gebruik maken van een van de amfibische transportschepen van de Koninklijke Marine, Zr.Ms. Johan de Witt of Zr.Ms. Rotterdam.
België
Sinds 2016 werkt het Korps Mariniers samen met het expeditionaire Special Operations Regiment van de Belgische Landcomponent. Ook de Benelux Paraschool past in deze samenwerking.
Duitsland
Nederlandse mariniers werken sinds 2016 ook samen met het Seebataillon van de Duitse Marine. De Duitsers leren van de amfibische expertise van het korps en sturen troepen mee tijdens de jaarlijkse wintertraining in Noorwegen. Ook kunnen de Duitsers in het kader van dit samenwerkingsverband ervaring opdoen met het opereren op en vanaf het logistieke ondersteuningsschip van de Koninklijke Marine, Zr.Ms. Karel Doorman.

### Reservisten
Reservisten vallend onder de Koninklijke Marine Reserve (KMR), kunnen worden ingezet voor operaties, ondersteuning van operaties of de opleiding en training van marinierseenheden. Vanwege hun ervaring in het bedrijfsleven of non-profitsector worden reservisten geacht te beschikken over een brede blik, maatschappelijk engagement en specifieke vaardigheden. Het Korps heeft een duurzaam reservistenbestand, mede door de verschillende opleidingen ook voor reservisten open te stellen om inzet van reservisten structureel te vergroten en om de reservist current te houden.
Er bestaat een uitwisselingsprogramma met andere landen waarbij periodiek mariniers op tijdelijke basis te werk worden gesteld bij zusterkorpsen in andere landen.

## Kazernes en locaties
Van Braam Houckgeestkazerne
De Van Braam Houckgeestkazerne is vernoemd naar generaal-majoor Floris Adriaan van Braam Houckgeest en ligt in Doorn. De kazerne is de thuisbasis van de beide Marine Combat Groups, de Seabased Support Group en het M-Squadron van NLMARSOF.
In verband met ongeschiktheid door veroudering wordt deze locatie gesloten. In Vlissingen wordt ter vervanging een nieuw onderkomen – de Michiel Adriaanszoon de Ruyterkazerne – gebouwd. Deze zal voldoende mogelijkheden en ruimte bieden om deze eenheden onder te brengen inclusief capaciteit ten behoeve van ondersteuning, stalling en opslag.
De verhuizing van de mariniers vanuit Doorn naar Vlissingen staat al lang onder druk. Het Korps kampt momenteel met leegloop en werving van nieuwe mariniers verloopt slecht. Intern werd eerder al naar buiten gebracht dat de geplande verhuizing hierbij van invloed is.
De staatssecretaris van Defensie Barbara Visser deelde desgevraagd mee dat alle voorbereidende kosten (onderzoek, personeel, kopen en bouwrijp maken van het terrein) voor de nieuwe marinierskazerne in Vlissingen al bijna 37 miljoen euro hebben gekost. Zij stelde ook dat, als de kazerne niet doorgaat, een vergoeding voor de gemaakte kosten aan de betrokken bouwbedrijven moet worden betaald en dat er vervanging moest komen voor de verouderde kazerne in Doorn.
Op vrijdag 14 februari 2020 heeft het kabinet unaniem ingestemd om de Marinierskazerne niet te verhuizen naar Vlissingen, provincie Zeeland maar naar Nieuw-Milligen bij Apeldoorn, provincie Gelderland. Dit vanwege de centrale ligging waardoor gezinnen van de mariniers niet hoeven te verhuizen.
Van Ghentkazerne

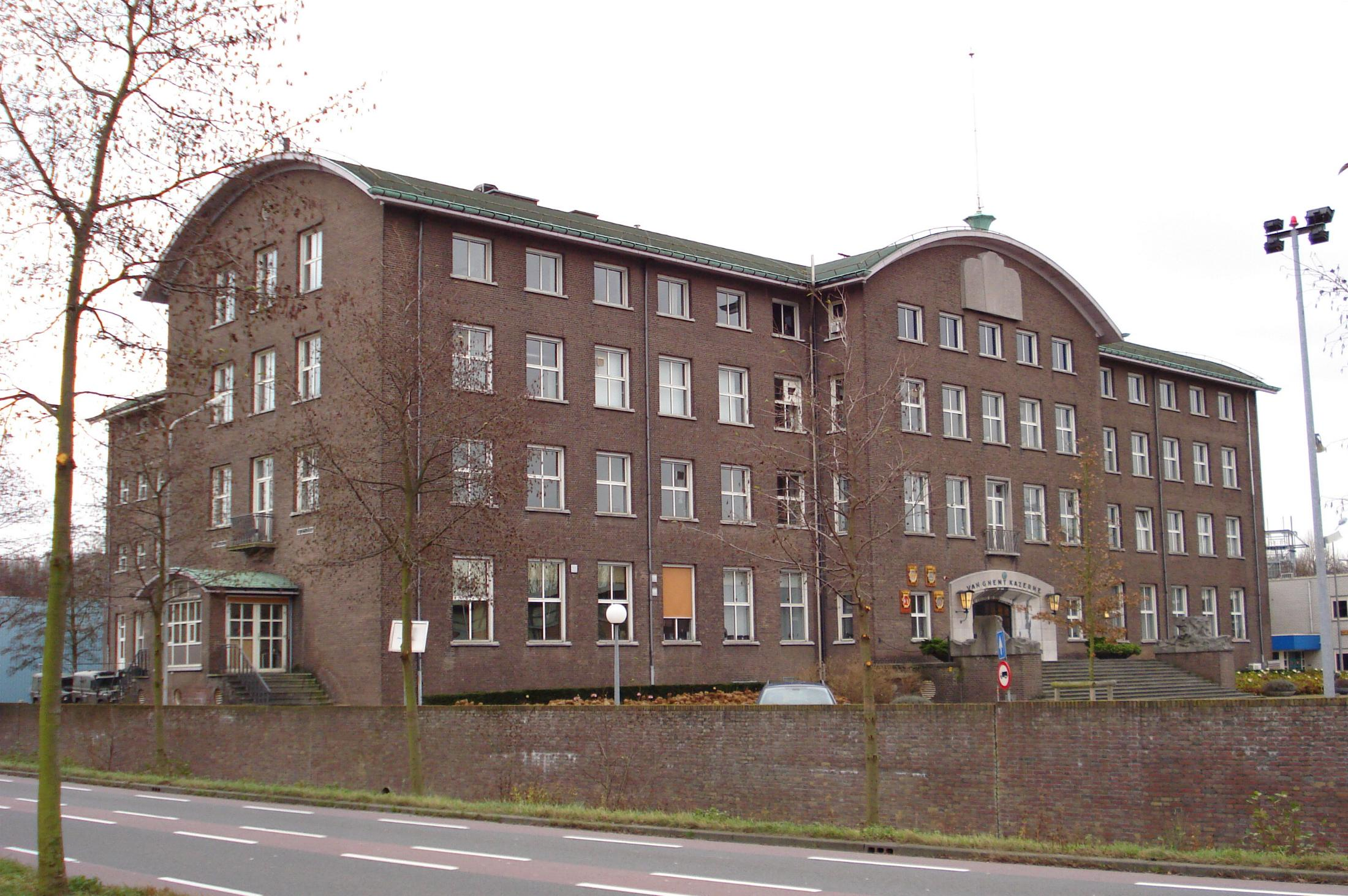
Van Ghentkazerne in Rotterdam

De Van Ghentkazerne ligt in Rotterdam en is vernoemd naar admiraal baron Van Ghent, de eerste commandant van het Korps Mariniers. De kazerne vormt de bakermat voor de verschillende opleidingen binnen het Korps:
- Training marinier elementaire vakopleiding (EVO)
- Voortgezette vakopleiding (VVO) voor onderofficieren en korporaals
- Praktische Opleiding Officier der Mariniers (POTOM)

Volgens defensiebegroting 2014 zou de Van Ghentkazerne worden gesloten. Op grond van uitkomsten van de business case van de Van Ghentkazerne, waarvan andere overheidsdiensten nu eveneens gebruik gaan maken, is besloten dat de kazerne behouden blijft.
Joost Dourleinkazerne

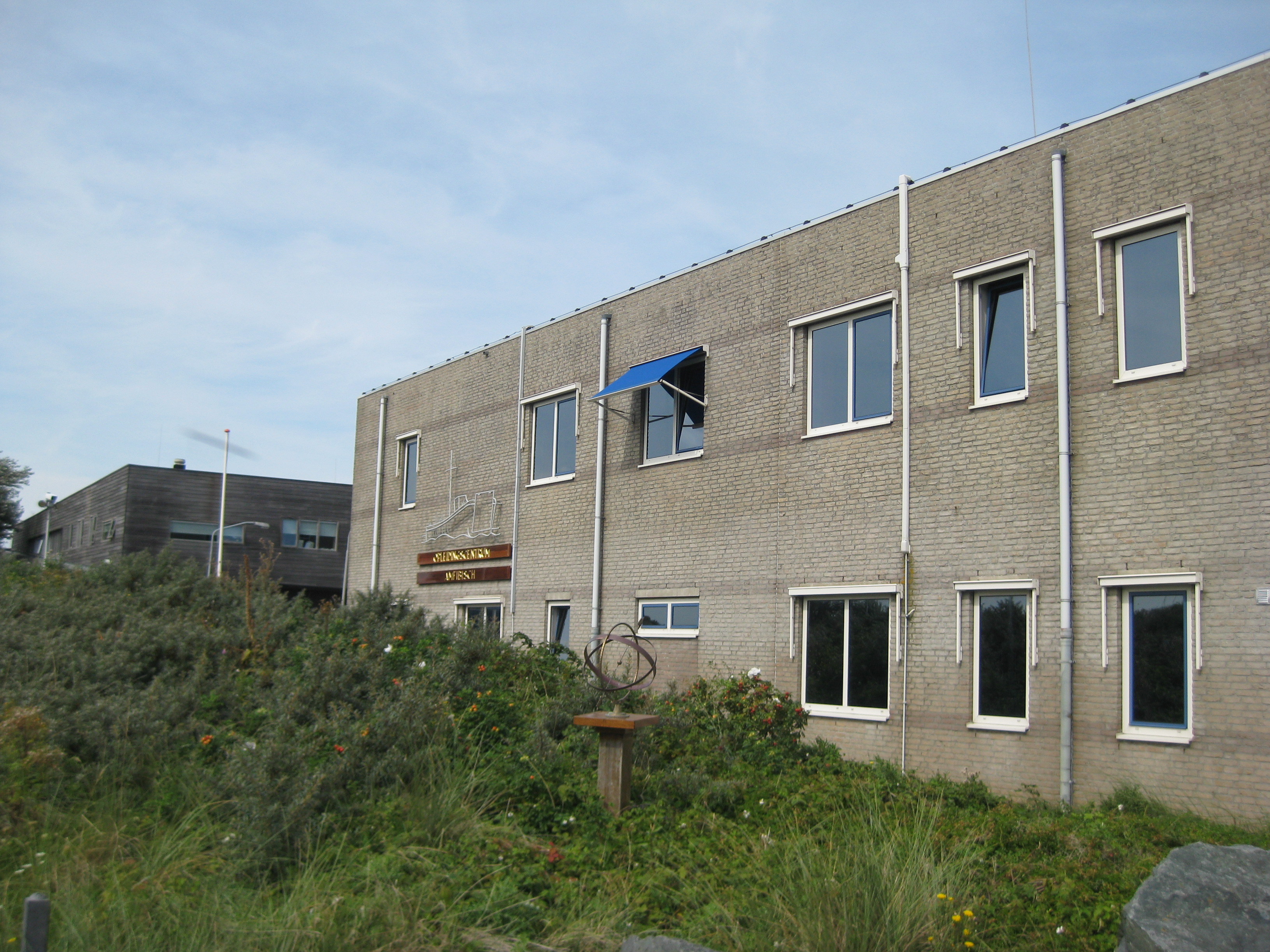
Joost Dourleinkazerne op Texel

De Joost Dourleinkazerne ligt op Texel en is vernoemd naar kapitein Joost Dourlein. De kazerne vormt een belangrijke locatie voor amfibische training en kan fungeren als uitvalsbasis van de Surface Assault & Training Group. De kazerne stond in de bezuinigingsronde van 2013 op de nominatie voor afstoting, maar kon na een groei van het defensiebudget voortbestaan.
Marinebasis Parera
Op Marinebasis Parera te Curaçao is een klein aantal mariniers, waaronder de Commandant der Zeemacht in het Caribisch Gebied aanwezig. De basis fungeert als hoofdkwartier voor de Nederlandse eenheden in het Caribisch gebied.
Marinekazerne Suffisant
Marinekazerne Suffisant op Curaçao dient als bakermat voor aspirant-miliciens van de Curaçaose en Arubaanse milities. Daarnaast wordt de kazerne regelmatig gebruikt als uitvalsbasis voor oefeningen van o.a. NLMARSOF.
Marinierskazerne Savaneta
De Marinierskazerne Savaneta op Aruba vormt de thuisbasis van het Marine Squadron Carib. Conform de defensiebegroting van 2014 zou de marinierscompagnie op Aruba per 1 januari 2015 worden opgeheven. Extra middelen uit het begrotingsakkoord van 2013 hebben het echter mogelijk gemaakt deze voorgenomen maatregel terug te draaien.
Marinesteunpunt Pointe Blanche
Bij het Marinesteunpunt Pointe Blanche op Sint Maarten is het Mariniersdetachement Sint Maarten (MARNSDET SXM) gestationeerd. Dit detachement voert ter ondersteuning van de Bovenwindse eilanden de reguliere defensietaken uit.

## Materieel
Het korps is een lichte infanterie-eenheid en heeft dus geen zware wapens of gepantserde eenheden. Van 1999 tot 2010 beschikte het korps over 20 Patria XA-188 GVV-voertuigen voor vredesoperaties. Sinds 2007 kan er voor uitzendingen gebruik worden gemaakt van armoured personnel carriers van het type Bushmaster.
Het personeel beschikt over de Nederlandse persoonlijke gevechtsuitrusting (PGU) geschikt voor optreden in gematigd klimatologisch gebied en in berg- en arctische gebieden. Bij operaties in de jungle en de woestijn wordt aanvullende tropenuitrusting verstrekt.

### Bewapening
De standaard persoonlijke bewapening binnen het korps bestaat uit de Colt Canada C7NLD of Colt Canada LOAWNLD (Licht Ondersteunend Automatisch Wapen), en het Glock 17-pistool. Ook worden FN MAG en Browning M2 .50 mitrailleurs gebruikt. Verkenningseenheden, assault engineers, en para's gebruiken de Colt Canada C8NLD-karabijn.
| Naam                        | Type wapen                 | Foto | Herkomst                   | Kaliber                                  | Rol                        |
| --------------------------- | -------------------------- | ---- | -------------------------- | ---------------------------------------- | -------------------------- |
| Glock 17                    | Pistool                    |      | Oostenrijk                 | 9×19mm Parabellum                        | Persoonlijke bewapening    |
| FN P90                      | Machinepistool             |      | België                     | FN 5,7×28mm                              | Persoonlijke bewapening    |
| Mossberg M590               | Hagelgeweer                |      | Verenigde Staten           | Kaliber 12                               | Groepsbewapening           |
| Colt C7                     | Aanvalsgeweer              |      | Canada                     | 5,56×45mm NAVO                           | Persoonlijke bewapening    |
| Colt C8                     | Karabijn                   |      | Canada                     | 5,56×45mm NAVO                           | Persoonlijke bewapening    |
| Colt LOAWNLD                | Machinegeweer              |      | Canada                     | 5,56×45mm NAVO                           | Groepsbewapening           |
| HK416                       | Karabijn                   |      | Duitsland                  | 5,56×45mm NAVO                           | Persoonlijke bewapening    |
| SIG Sauer MCX               | Karabijn                   |      | Verenigde Staten           | .300 Blackout                            | Persoonlijke bewapening    |
| HK417                       | Scherpschuttersgeweer      |      | Duitsland                  | 7,62×51mm NAVO                           | Specialistische bewapening |
| Accuracy AWM                | Scherpschuttersgeweer      |      | Verenigd Koninkrijk        | .338 Lapua Magnum                        | Specialistische bewapening |
| Accuracy International AXMC | Scherpschuttersgeweer      |      | Verenigd Koninkrijk        | .338 Lapua Magnum .300 Winchester Magnum | Specialistische bewapening |
| Barret M107                 | Scherpschuttersgeweer      |      | Verenigde Staten           | .50 Browning Machine Gun                 | Specialistische bewapening |
| FN MAG                      | Machinegeweer              |      | België                     | 7,62×51mm NAVO                           | Groepsbewapening           |
| Browning M2                 | Machinegeweer              |      | Verenigde Staten           | .50 Browning Machine Gun                 | Groepsbewapening           |
| M320 GLM                    | Granaatwerper              |      | Verenigde Staten Duitsland | 40mm-granaat                             | Specialistische bewapening |
| Heckler & Koch AGW          | Automatische granaatwerper |      | Duitsland                  | 40mm-granaat                             | Groepsbewapening           |
| M72 LAW                     | Antitankwapen              |      | Verenigde Staten           | 66mm-raket                               | Specialistische bewapening |
| Panzerfaust 3               | Antitankwapen              |      | Duitsland                  | 110mm-raket                              | Specialistische bewapening |
| Spike MRAT                  | Antitankwapen              |      | Israël                     | 130mm-raket                              | Specialistische bewapening |
| FIM-92 Stinger              | Luchtdoelraket             |      | Verenigde Staten           | 70mm-raket                               | Specialistische bewapening |

### Voertuigen
- Beach armoured recovery vehicle: Het Beach armoured recovery vehicle (BARV) bergt tijdens amfibische operaties voertuigen die in het water of op het strand vast komen zitten. De BARV kan ook landingsvaartuigen losduwen die zich vast hebben gevaren op het strand. De BARV is gebouwd op het onderstel van een Leopard 1-tank, er zijn er vier in gebruik.
- Bandvagn 206: de Bandvagn 206 (BV-206) is een amfibisch rupsvoertuig, waarvan er 96 in gebruik zijn. Van de oorspronkelijke 156 voertuigen zijn er 60 gekannibaliseerd of afgestoten, en 96 grondig gereviseerd door het Materieellogistiek Commando Land (MatlogCo). Vanaf 2024 wordt een deel van de rupsvoertuigen vervangen door 124 nieuwe licht bepantserde voertuigen, in samenwerking met het Verenigd Koninkrijk, Duitsland en Zweden.
- BvS10 Viking: de BvS10 Viking Alvis Hägglunds vervangt sinds 2007 een deel van de afgestoten BV-206 voertuigen. De Viking is een stuk zwaarder en, in tegenstelling tot de BV-206, voorzien van bepantsering. Er zijn 74 BV-S10 Viking gepantserde terreinvoertuigen in dienst, waarvan 46 personeelscarriers, 20 commandovoertuigen, 4 bergingsvoertuigen en 4 ambulances. De Vikings zijn onderdeel van de Armoured All Terrain Vehicle (AATV)-troops.
- Mercedes-Benz G-Klasse: Sinds januari 2009 beschikte het korps over 40 gepantserde MB G280 CDI's (softtop). Met de aanschaf van de DMV Anaconda zijn de MB G280 CDI's vanaf 2019 stapsgewijs overgedragen aan de Koninklijke Landmacht.
- Land Rover Defender 110XD-terreinwagens: de Land Rovers worden vanaf medio 2023 vervangen door 100 nieuwe amfibisch inzetbare pantserwagens via het programma "Aanschaf Wielvoertuigen Amfibisch Optreden".[17]
- DAF YAM 4442-vrachtwagens: de DAF-vrachtwagens zullen gefaseerd worden vervangen door nieuwe Scania Gryphus-vrachtwagens in de 50 kN Navy-uitvoering. Deze variant, met een draagvermogen van vijf ton en een laadbak of een 10-voets container, is vanwege de amfibische taakstellingen en inscheping via landingsvaartuigen voorzien van aanpassingen, waaronder een bandendruksysteem waarmee het voertuig tot anderhalve meter diep kan waden door zout en zoet water.
- DMV Anaconda 4x4. Vanaf januari 2019 zijn de 40 MB G280 CDI's vervangen door 46 DMV Anaconda's. De DMV (Dutch Military Vehicles) Anaconda 4x4 is een terreinwagen, op basis van de Iveco Daily, die speciaal voor eenheden van het Korps Mariniers gestationeerd op de Nederlandse Antillen door het Brabantse DEBA Bedrijfswagens is ontwikkeld. Er zijn vier varianten van de Anaconda; de commandovariant die niet is uitgerust met hoofdbewapening, maar is voorzien van voldoende radioapparatuur voor een commandopost, de patrouillevariant die uitgerust is met hoofdbewapening en een beperkte hoeveelheid radioapparatuur, de general support-variant die niet beschikt over radioapparatuur maar wel over hoofdbewapening en de les-variant.[18] In december 2019 werden nog eens 14 Anaconda's overgedragen aan de Combat Support Squadrons van het Korps Mariniers, ditmaal 14 AAT (Anti Armour Troop)-varianten. Deze AAT-variant is voorzien van op maat gemaakte opbergplaatsen voor Spike antitankraketten en bijbehorende afvuurinstallaties.[18]

### Vaartuigen
De Koninklijke Marine heeft t.b.v. het Korps 17 landingsvaartuigen: 5 grote van het type Landing Craft Utility (LCU), 12 van het type Landing Craft Vehicle Personnel (LCVP) Mk.Vc welke in 2010 en 2011 in gebruik zijn genomen.
In oktober 2006 is de laatste vernieuwde LCU in gebruik genomen. Ten opzichte van het oude model zijn de vaartuigen verlengd en voorzien van een verbeterde landingsklep. Volgens plan worden van 2007 tot 2011 nog 12 landingsvaartuigen van het type LCVP Mark V C in gebruik genomen, ter vervanging van de Mk. 3 en Mk. 2. Het contract daarvoor werd in december 2006 getekend door scheepswerf Visser in Den Helder. De nieuwe vaartuigen worden ongeveer 16 meter lang en worden aangedreven door waterjets.
Ook worden rubberboten van het type Landing Craft Rubber LCR (peddels), Landing Craft Rubber Motorized (LCRM) (buitenboordmotor), en Fast Raiding Interception Special Forces Craft (FRISC) gebruikt.

### Ander transport
De amfibische transportschepen Rotterdam en Johan de Witt van de Koninklijke Marine worden gebruikt voor de transporten over grote afstanden. Het Defensie Helikopter Commando levert tactische ondersteuning met Cougar-,NH90- en Chinook-transporthelikopters.

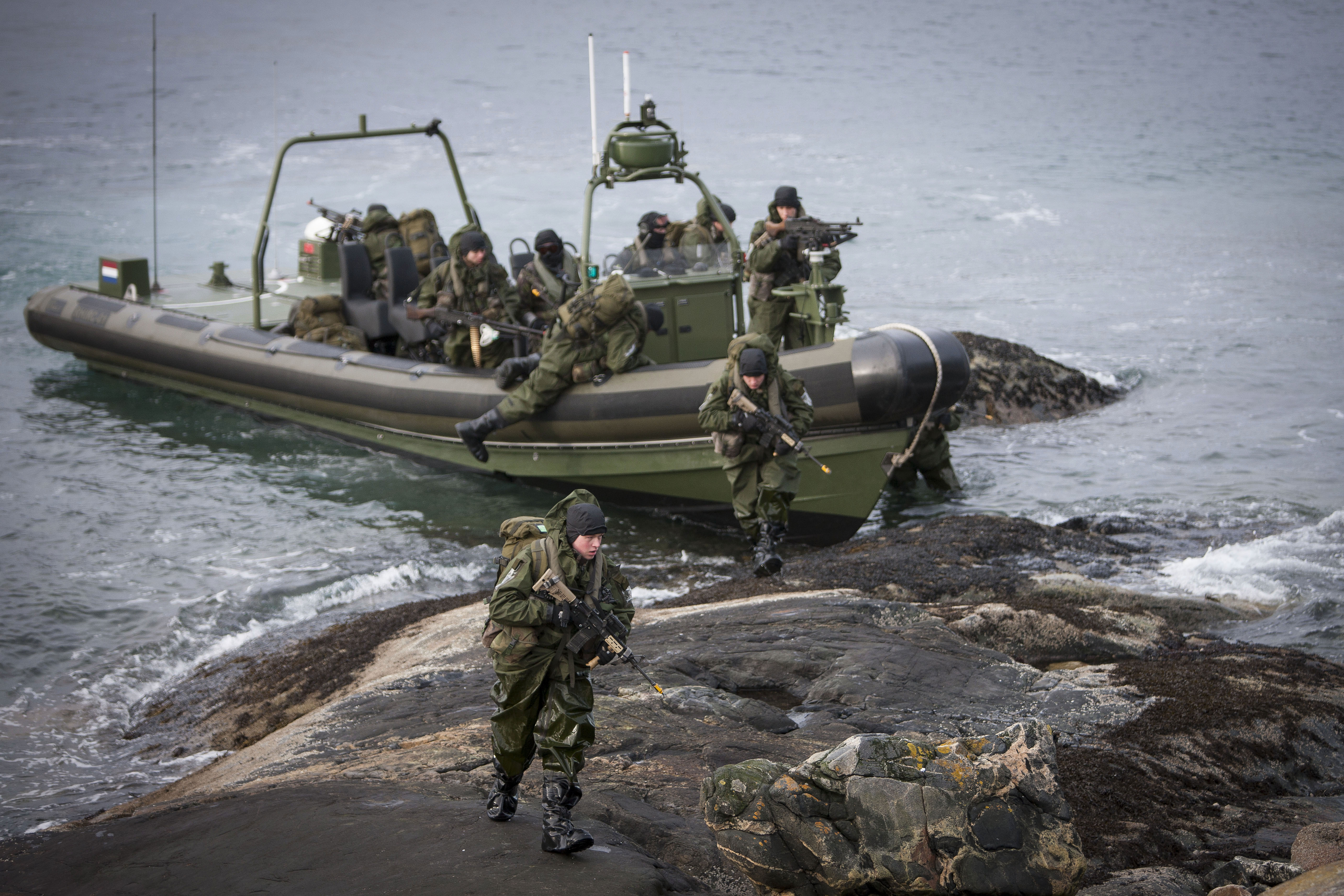
FRISC tijdens de wintertraining in Noorwegen.
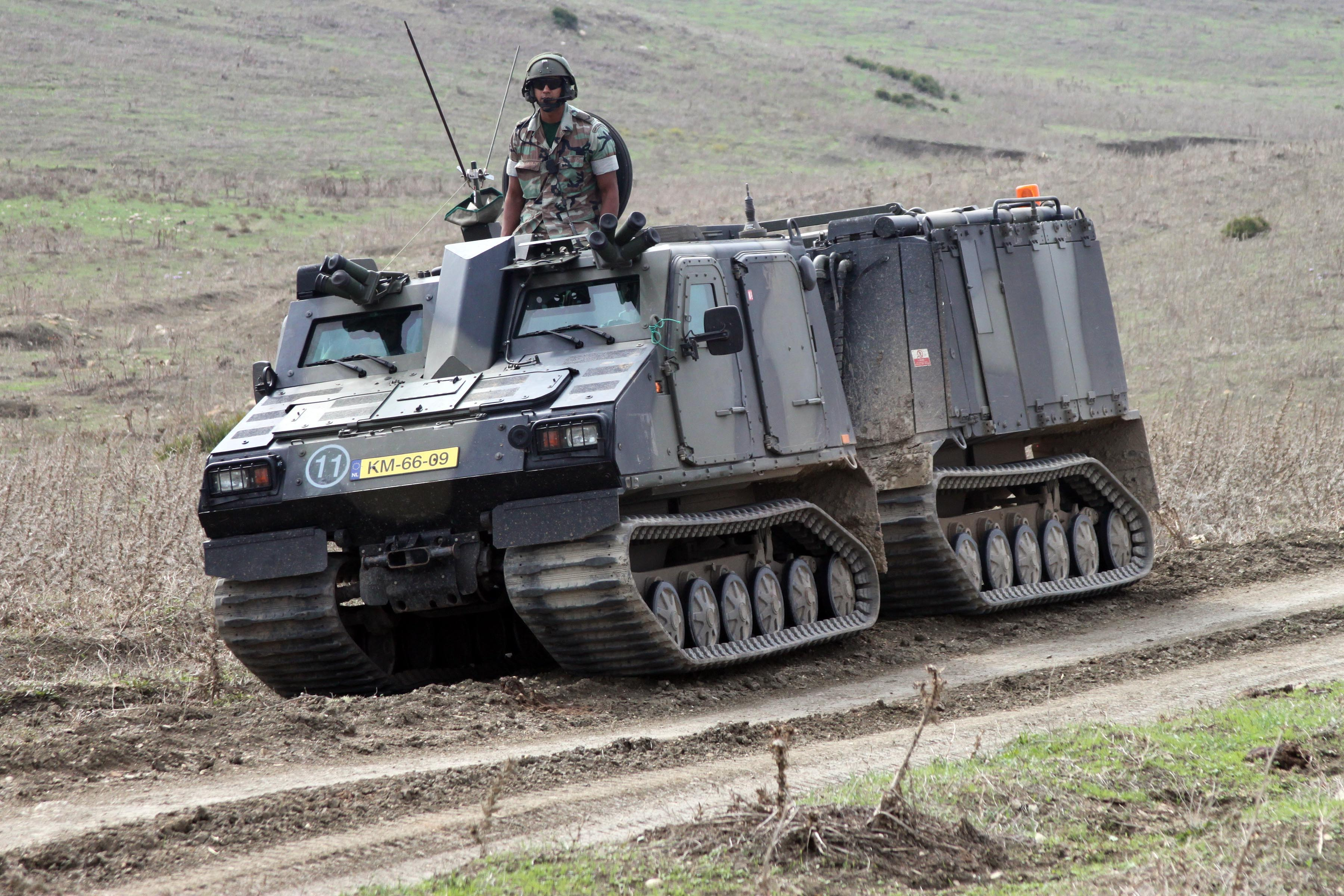
BvS10 Viking tijdens oefening Trident Juncture 2015.
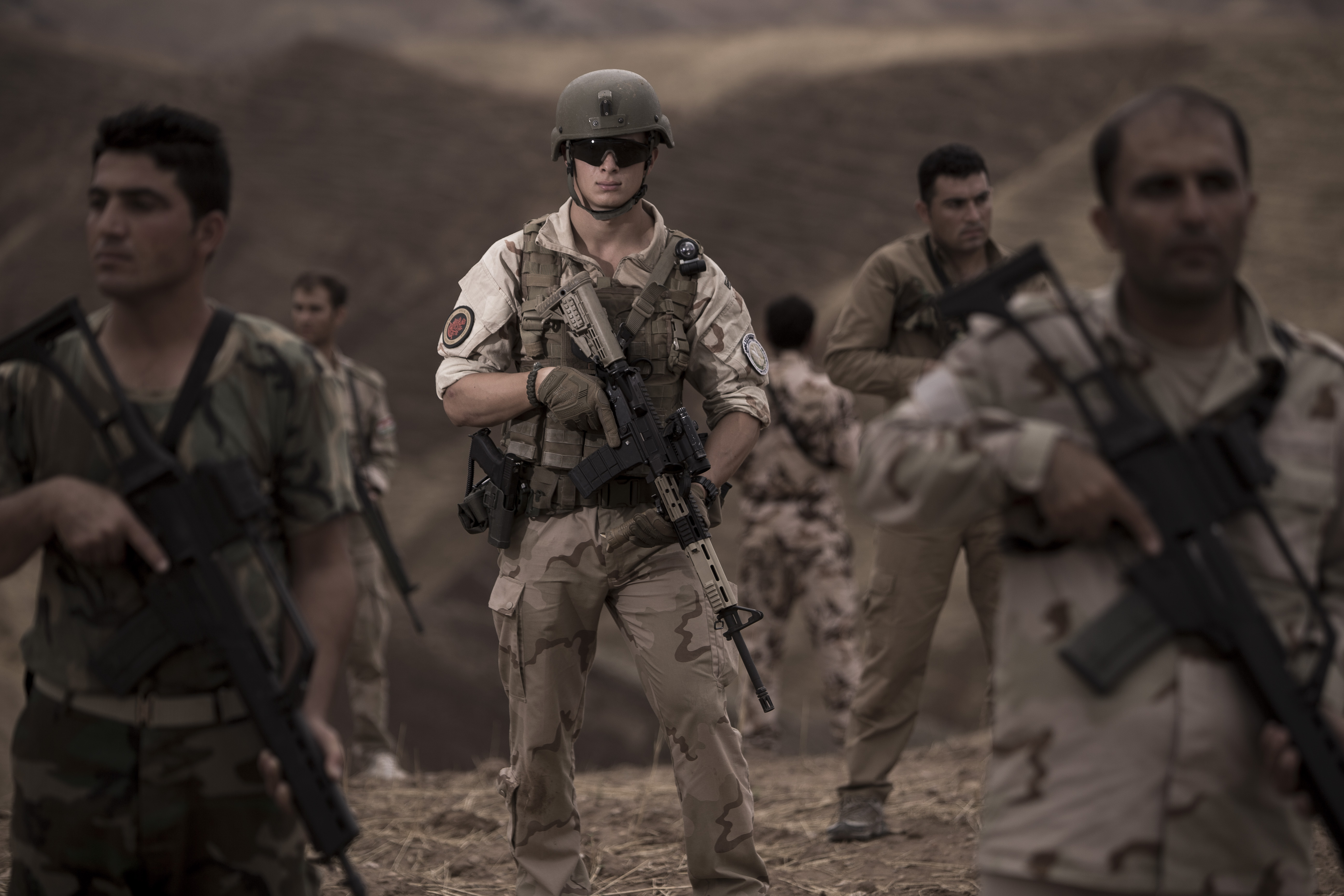
Marinier met Colt C7 tijdens de Capacity Building Mission Iraq (CBMI).
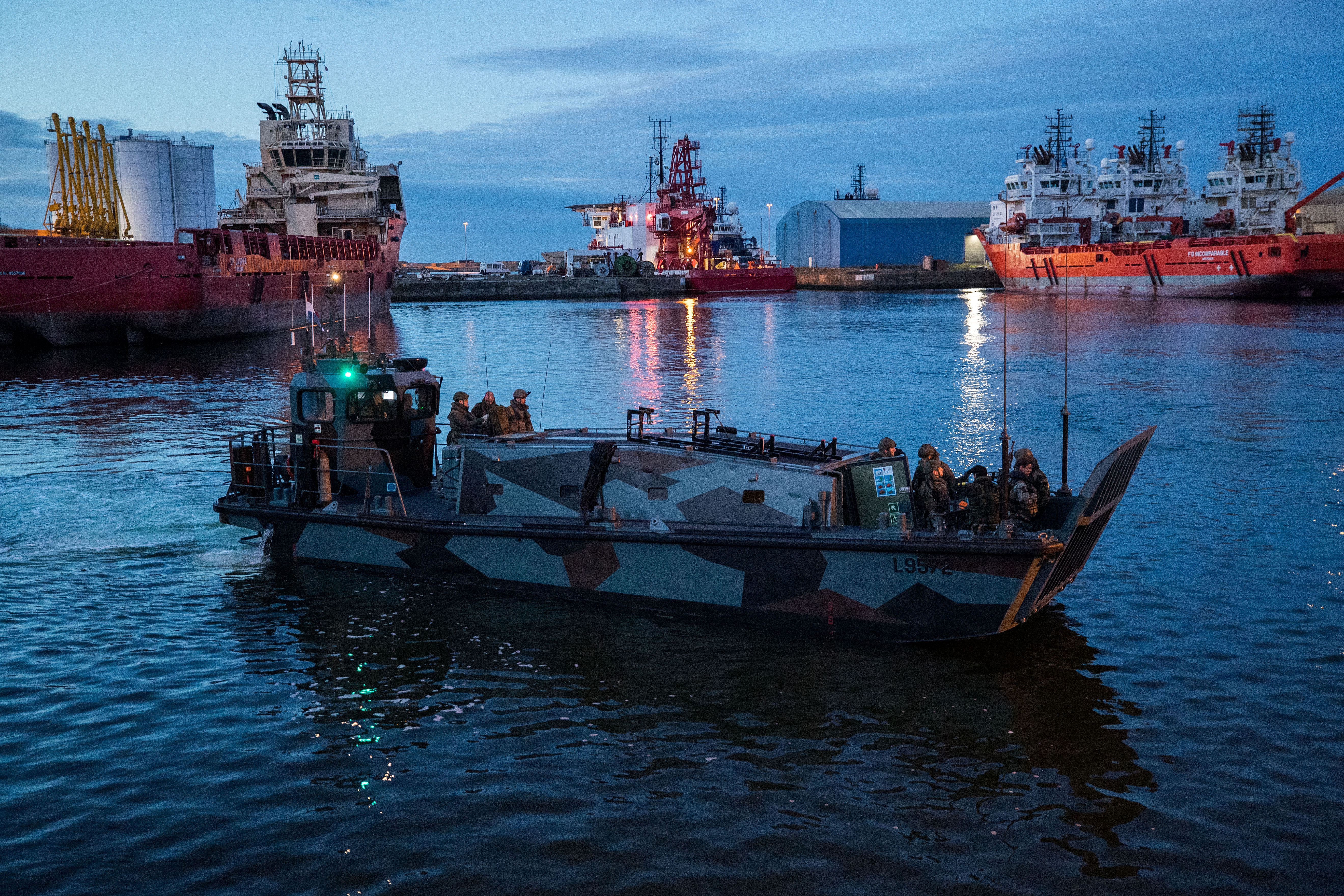
(NL)LCVP met mariniers van het 21 Raiding Squadron tijdens een certificeringsoefening.

## Tradities

### Uniformen
Het korps kent meerdere onderscheidende uniformen. Het standaard gevechtstenue is gebaseerd op het Amerikaanse Battle Dress Uniform (BDU) in het woodland-patroon, waar de overige krijgsmachtdelen een gevechtstenue dragen met een camouflagepatroon dat is gebaseerd op het Britse Disruptive Pattern Material (DPM)-patroon. Op termijn zal het gevechtstenue worden vervangen door tenues in het Netherlands Fractal Pattern. Mariniers behorend tot NLMARSOF en enkele andere specialistische eenheden dragen tenues in het commerciële MultiCam-patroon.
Het blauwe daagse tenue wordt gedragen tijdens normale dagelijkse dienst aan boord en aan de wal in die gevallen, waarin is bepaald dat het boord- of veldtenue niet mag worden gedragen. Het tenue bestaat uit een witte pet met rode biezen langs de petband, een blauwe open uniformjas, een wit overhemd met lange mouwen, een zwarte das, een blauwe broek met rode bies, een zwarte lederen riem, zwarte sokken en zwarte lage schoenen. Afhankelijk van de rang en gelegenheid kan dit tenue worden uitgebreid met bruine lederen of witte handschoenen en een koppel met sabel. Officieren vanaf de rang van kolonel der mariniers dragen bij ceremoniële aangelegenheden een blauwe gesloten uniformjas met staande kraag, een oranje sjerp en fourragères.
Het galatenue wordt gedragen bij ceremoniële aangelegenheden en bestaat uit een helmhoed, een uniformjas met staande ponceaurode kraag, een rood schoudersnoer met kwasten, een blauwe broek met rode bies, witte handschoenen en zwart ledergoed. Daarnaast dragen officieren een oranje sjerp, oranje, een schoudersnoer met goudkleurige kwasten, de blauwe broek met rode bies en galons en een koppel met sabel.

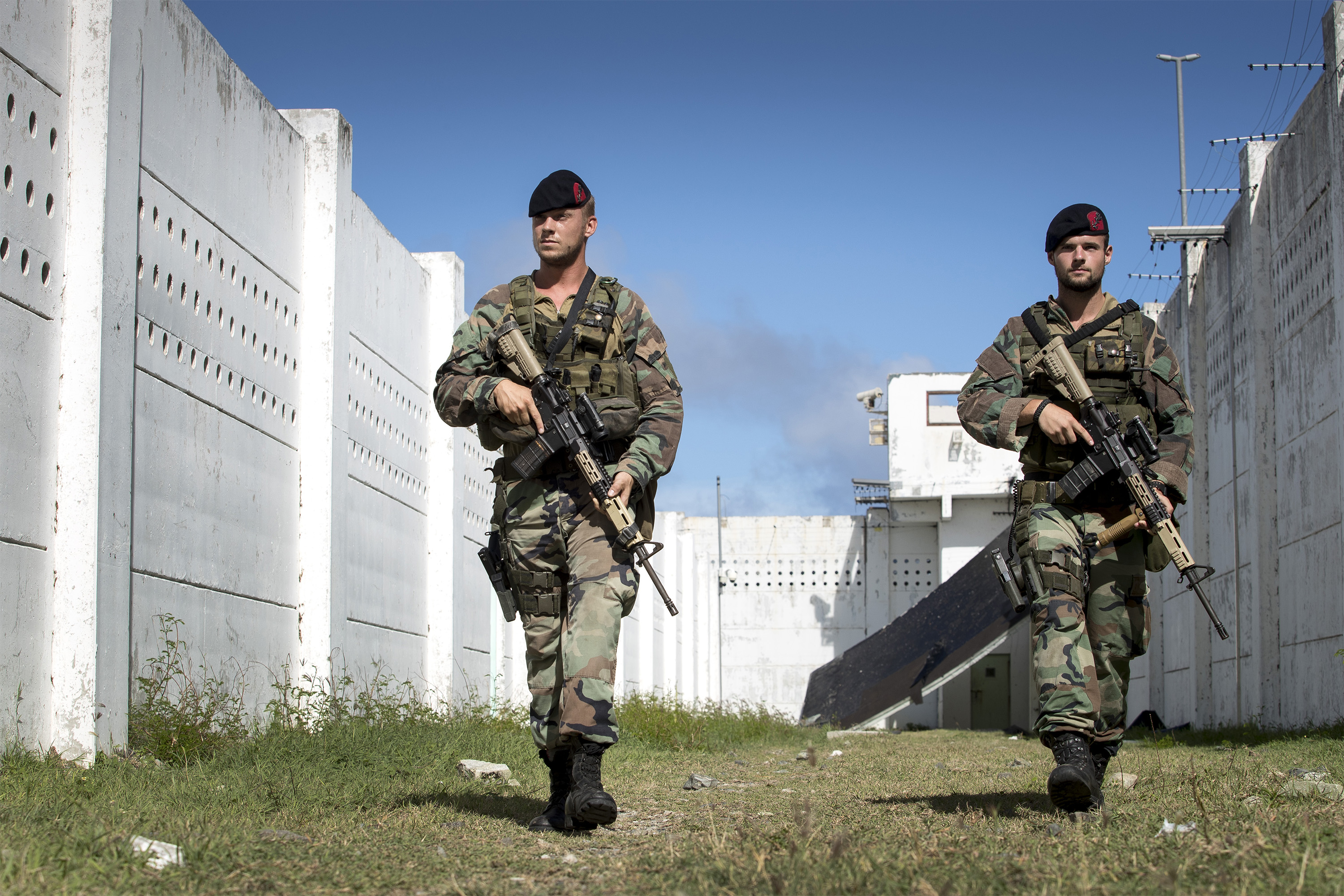
Het woodland-gevechtstenue gedragen door mariniers op Sint Maarten, in 2017
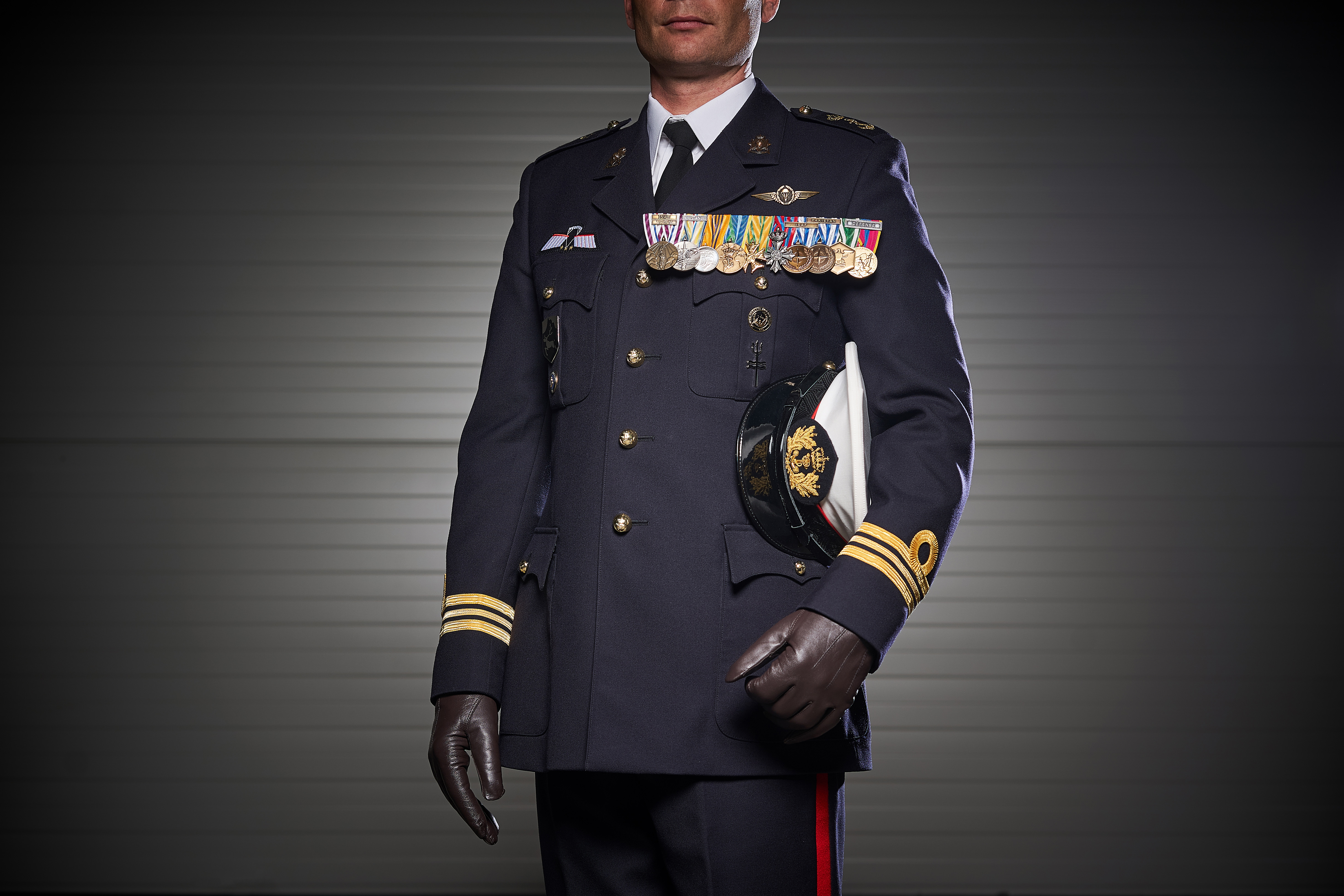
Het ceremoniële tenue gedragen door een majoor der mariniers van NLMARSOF
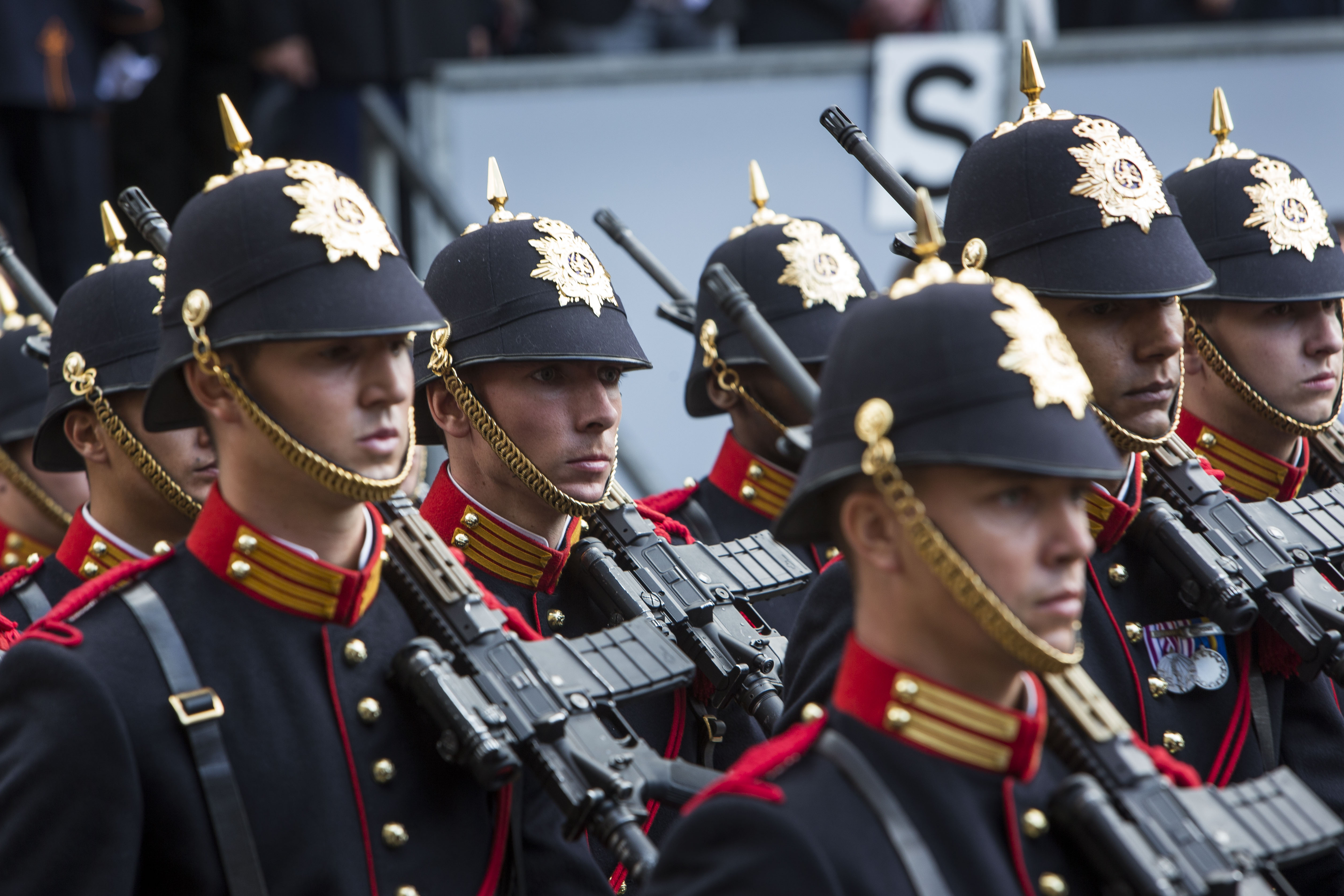
Mariniers in het galatenue tijdens het jaarlijkse ceremonieel op Prinsjesdag
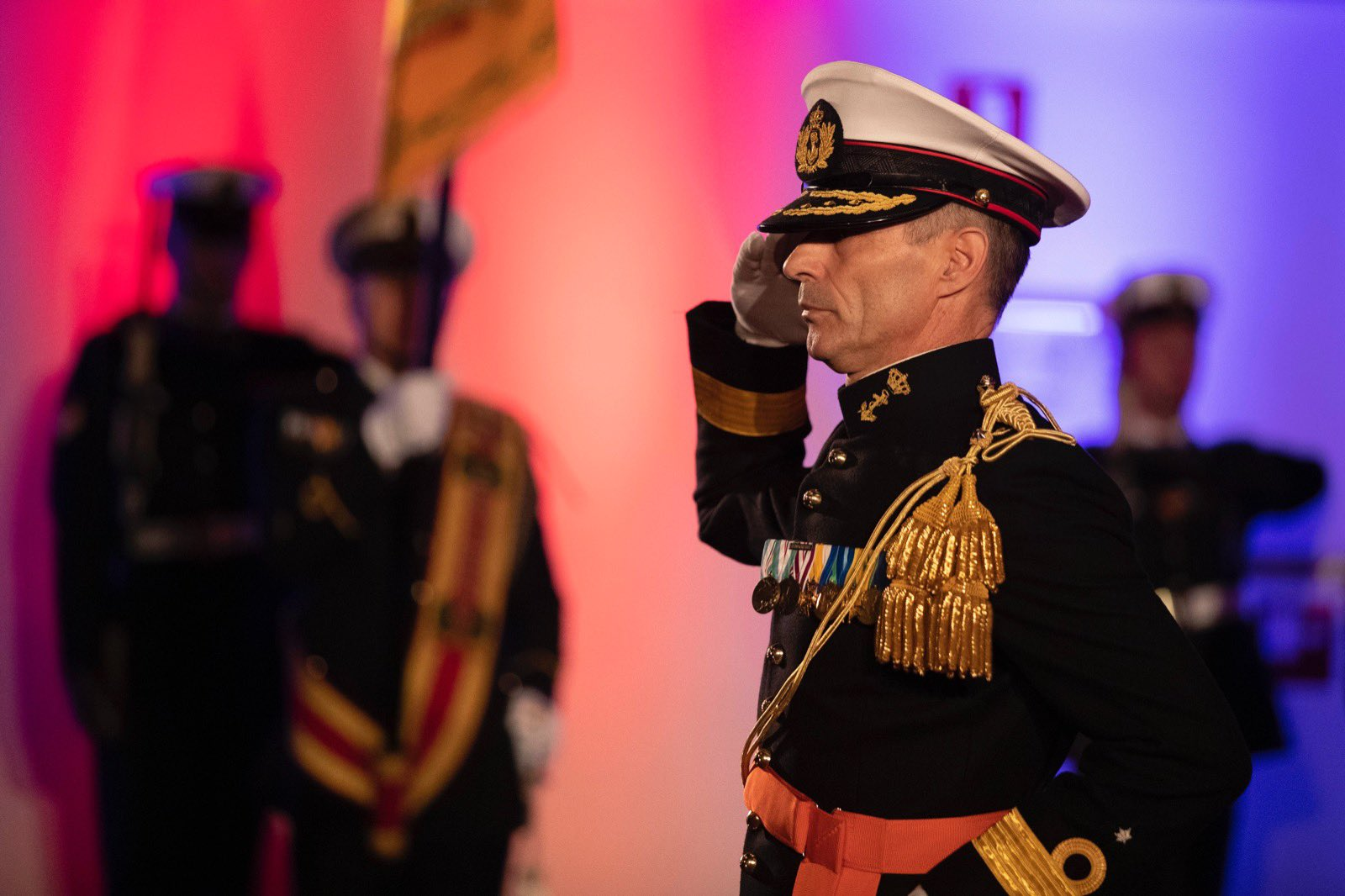
Korpscommandant brigadegeneraal der mariniers Jan Hut in het ceremoniële tenue tijdens de commando-overdracht

### Vaandel

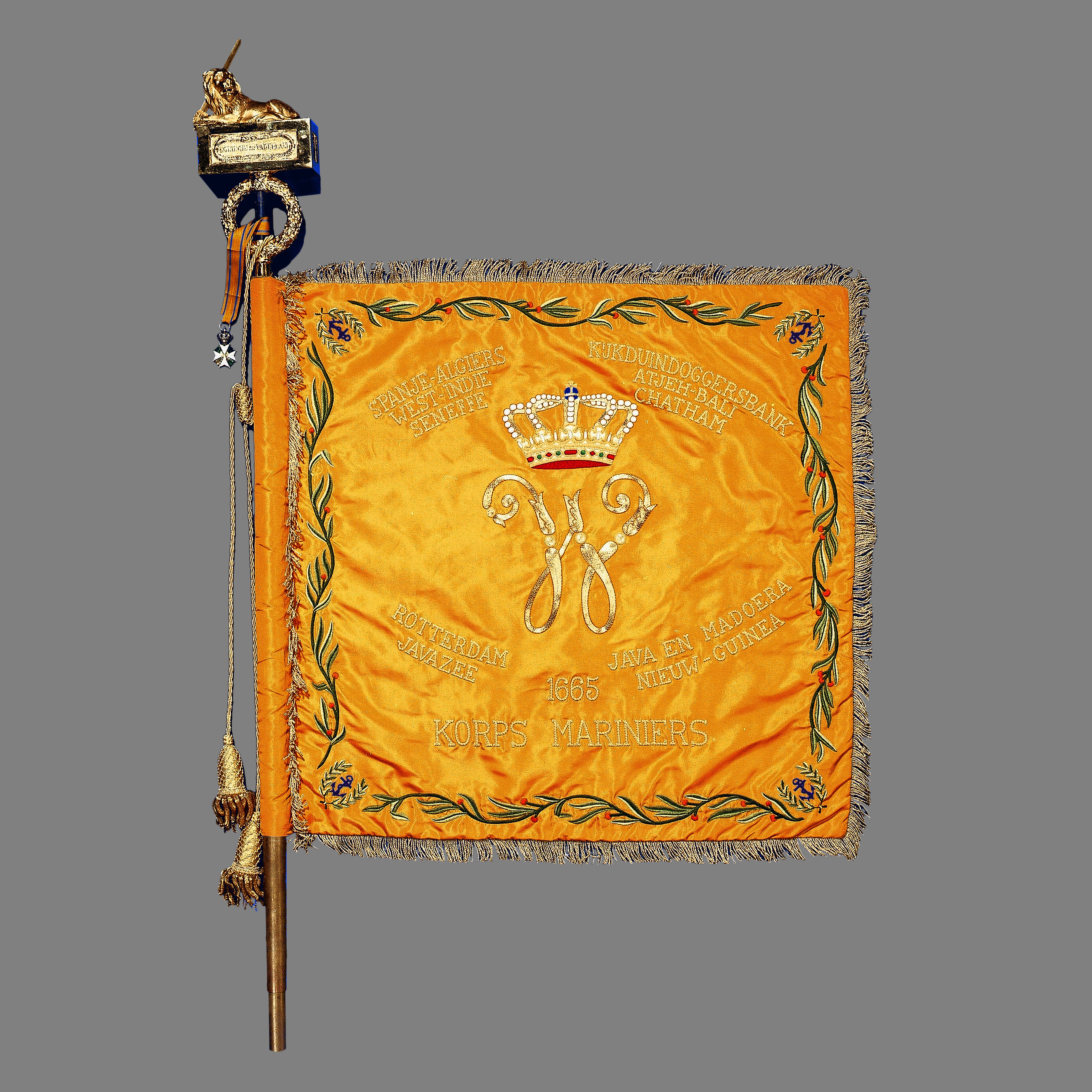
Vaandel van het Korps Mariniers.

Het korps viert zijn verjaardag elk jaar, op 10 december, op het Oostplein in Rotterdam, waar alle gevallen mannen worden herdacht. De herdenking vindt plaats dicht bij de plek waar tot WOII de kazerne van het korps gevestigd was en dicht bij de Maasbruggen waar het standbeeld van de mariniers staat. Om deze bruggen werd in mei 1940 hard gevochten en het korpsmuseum is gevestigd in een aantal pakhuizen van waaruit gevochten is. Het Mariniersmuseum in Rotterdam toont de geschiedenis van het Korps Mariniers vanaf 1665 tot het heden. Het is gevestigd aan de Wijnhaven in Rotterdam, direct naast het Witte Huis.
In 1929 werd een vaandel uitgereikt aan het Korps Mariniers. Hierop zijn de volgende wapenfeiten vermeld: Spanje, Algiers, West-Indië, Kijkduin, Doggersbank, Bali, Atjeh, Chatham, Seneffe, Rotterdam, Java en Madoera, Javazee en Nieuw-Guinea. Daaraan mag het opschrift Helmand, Kandahar en Uruzgan worden toegevoegd. Oorspronkelijk was ter onderscheiding van het optreden in 1942 het vaandelopschrift Oost-Java toegekend. Dit werd vervangen door het opschrift Java en Madoera om ook aan de krijgsverrichtingen in de jaren 1945-1949 te herinneren. Na de Tweede Wereldoorlog kende Koningin Wilhelmina aan het korps mariniers de Militaire Willems-Orde toe en werd dit in december 1946 aan het vaandel gehecht. Omdat het Korps Mariniers een van de oudste krijgsmachtonderdelen is levert het jaarlijks de erewacht voor de entree van de Ridderzaal op Prinsjesdag. Volgorde van de meelopende paradeonderdelen bij de krijgsmacht: KM - KL – KLu – KMar. Binnen de KM is de volgorde op leeftijd van de vaandels; Korps Adelborsten, Korps Mariniers, Onderzeedienst, Marine Luchtvaartdienst, Mijnendienst, Eskader.

## Onderscheiden mariniers
Ridders der Militaire Willems-Orde
- Jean Louis Cadet, Atjeh
- Giovanni Narcis Hakkenberg, Politionele Acties – Mariniersbrigade
- Albert Hoeben, Politionele Acties – Mariniersbrigade
- Cornelis Gerardus Lems, Politionele Acties – Mariniersbrigade
- Daniel Casper Willem Sutherland, Atjeh
- Willem François Clifford Kocq van Breugel, Atjeh
- Joor Bastiaan Verheij, Atjeh

Bronzen Leeuw
- Daniel Casper Willem Sutherland, Atjeh
- Johannes Gerardus Maria van Nass

## Bekende (oud-)leden van het Korps
- Henk van den Breemen, generaal en Chef Defensiestaf
- Mattheus de Bruyne, commandant van de Mariniersbrigade op Oost-Java
- Patrick Cammaert, generaal-majoor der mariniers
- Bastiaan Everink, operazanger
- Willem Joseph van Ghent, eerste commandant van het Korps Mariniers
- Geert-Jan Knoops, advocaat
- Marco Kroon RMWO4, Majoor KL (Korps Commandotroepen)
- Paul Verhoeven, regisseur

## Korpscommandanten
- Zie Commandant van het Korps Mariniers voor een overzicht van alle commandanten van het Korps Mariniers.